# 2010 dans les parcs de loisirs
| Années des parcs de loisirs : 2007 - 2008 - 2009 - 2010 - 2011 - 2012 - 2013    |
| Décennies des parcs de loisirs : 1980 - 1990 - 2000 - 2010 - 2020 - 2030 - 2040 |

L'article 2010 dans les parcs de loisirs répertorie les événements marquants et les nouveautés majeures de l'année 2010, dans le domaine des parcs de loisirs à travers le monde.

## Parcs d'attractions
Ces différentes listes sont non exhaustives.

### Ouverture
- Bracalândia ( Portugal) ouvert au public le 13 mars.
- Fantawild Adventure Shantou ( Chine).
- Universal Studios Singapore ( Singapour) ouvert au public le 18 mars (après des soft openings en février).
- Legoland Discovery Centre Manchester ( Royaume-Uni) ouvert au public le 18 mars.
- Terra Botanica ( France) ouvert au public le 10 avril.
- Plopsa Indoor Coevorden ( Pays-Bas) ouvert au public le 30 avril.
- Luna Park ( États-Unis) ouvert au public le 29 mai.
- Ferrari World Abu Dhabi ( Abou Dabi) ouvert au public le 4 novembre.
- Fantawild Dream Park ( Chine) ouvert au public le 8 décembre.

### Fermeture
- CentrO.Park ( Allemagne)
- Karolinelund ( Danemark)
- Loudoun Castle ( Écosse)
- Six Flags Kentucky Kingdom ( États-Unis)
- Terra Encantada ( Brésil)

### Changement de nom
- Disney's California Adventure devient Disney California Adventure ( États-Unis)
- Paradisio devient Pairi Daiza ( Belgique)

### Anniversaire
- Hong Kong Disneyland ( Hong Kong) 5 ans
- Zoomarine Roma ( Italie) 5 ans
- Plopsa Indoor Hasselt ( Belgique) 5 ans
- Plopsaland De Panne ( Belgique) 10 ans
- Terra Mítica ( Espagne) 10 ans
- PortAventura Park ( Espagne) 15 ans
- Elitch Gardens ( États-Unis) 15 ans
- Universal Studios Florida ( États-Unis) 20 ans
- Bayern Park ( Allemagne) 25 ans
- Alton Towers ( Royaume-Uni) 30 ans
- Gardaland ( Italie) 35 ans
- Särkänniemi  Finlande 35 ans
- Europa-Park ( Allemagne) 35 ans
- Walibi Belgium ( Belgique) 35 ans
- Fårup Sommerland ( Danemark) 35 ans
- Fiabilandia ( Italie) 45 ans
- Silver Dollar City ( États-Unis) 50 ans
- Disneyland ( États-Unis) 55 ans
- Bagatelle ( France) 55 ans
- Linnanmäki ( Finlande) 60 ans
- Knott's Berry Farm ( États-Unis) 70 ans
- Duinrell ( Pays-Bas) 75 ans
- Koningin Juliana Toren ( Pays-Bas) 100 ans
- Playland (Vancouver) ( Canada) 100 ans
- Six Flags New England ( États-Unis) 140 ans

### Début de construction
- Shanghai Disneyland ( Chine)

## Parcs aquatiques

### Ouverture
- Aquabasilea ( Suisse) ouvert au public le 5 mars.
- Calypso ( Canada) ouvert au public le 7 juin.
- Ice Land water park ( Émirats arabes unis) ouvert au public le 29 septembre.
- Legoland Water Park ( États-Unis) ouvert au public le 28 mai[note 1].

## Événements
- Janvier
  - 4 janvier -  Belgique - Fermeture d'Aqualibi pour une rénovation complète prévue sur une année.
  - 12 janvier -  États-Unis - Acquisition par Merlin Entertainments de Cypress Gardens Adventure Park qui est fermé depuis le 23 septembre 2009
  - 20 janvier -  États-Unis - La ville de New York nomme la société italienne Zamperla en tant que gestionnaire de Coney Island[1].
  - 21 janvier -  États-Unis - Merlin Entertainments annonce la réouverture de Cypress Gardens Adventure Park en 2011 qui sera transformé en Legoland Florida[2].
  - 26 janvier -  Autriche - Merlin Entertainments annonce l'ouverture d'un musée de cire Madame Tussauds au Prater de Vienne[3].
- Février
  - 4 février -  États-Unis - Six Flags annonce la fermeture définitive de Six Flags Kentucky Kingdom[4].
  - 17 février -  Russie - Ouverture du salon Eurasian Amusement Parks and Attractions (EAAPA) à Moscou, en Russie, pour une durée de 3 jours[5].
  - 23 février -  États-Unis - Retour temporaire de l'attraction Captain Eo à Disneyland après 13 ans d'absence.
  - 24 février -  États-Unis - Accident à SeaWorld Orlando : une orque tue son entraîneuse durant un spectacle[6].
- Mars
  - 18 mars -  Singapour - Ouverture du nouveau parc à thèmes Universal Studios Singapore[7].
  - 30 mars -  Royaume-Uni - Merlin Entertainments est choisi par la ville de Blackpool pour améliorer les installations du complexe de la tour de Blackpool. Le programme prévoit trois nouveautés en 2 ans: un Dungeon (similaire au London Dungeon), un musée Madame Tussauds et un cinéma 4-D.
- avril
  - 1er avril
    -  États-Unis - Les propriétaires de Freestyle Music Park étant dans l'impossibilité de rembourser une dette de 570 000 dollars, ils prennent la décision de ne pas ouvrir le parc pour la saison[8].
    -  Pays-Bas - Efteling est désormais ouvert 365 jours par an. Les complexes de Disneyland Paris et d'Efteling sont dorénavant les deux uniques à ouvrir à l'année en Europe[9].

  - 7 avril -  France - Le parc Saint-Paul est innocenté officiellement après l'accident d'août 2009 qui avait impliqué les montagnes russes  Coaster Formule 1[10].
  - 28 avril -  Allemagne - Incident impressionnant sur les montagnes russes Expedition GeForce, 8 blessés légers.
- Mai
  - 4 mai -  Royaume-Uni - Incident rare sur le parcours de montagnes russes Mumbo Jumbo de Flamingo Land dont un train se bloque dans une inversion, sans faire de blessés.
  - 17 mai
    -  Belgique - Décès de Bobbejaan Schoepen, fondateur de Bobbejaanland, à l'âge de 85 ans.
    -  Allemagne - Annonce par Star Parks de la vente de Movie Park Germany au groupe Parques Reunidos.

  - 27 mai -  Espagne - PortAventura World accueille son 50 millionième visiteur[11].
- Juin
  - 11 juin -  États-Unis - Disney California Adventure poursuit son important plan de transformation en inaugurant Disney's World of Color, un grand spectacle nocturne aquatique qui a nécessité plus de deux ans de travaux[12].
  - 12 juin -  France - Après Disneyland en Californie, l'attraction Captain Eo est de retour au parc Disneyland français après 12 ans d'absence.
  - 13 juin -  États-Unis - Décès de Will Koch, le propriétaire et président d'Holiday World & Splashin' Safari, à l'âge de 48 ans[13].
  - 29 juin -  Chine - Grave accident à OCT East sur l'un des simulateurs de l'attraction Space Journey Ride qui fait 6 morts et 10 blessés[14].
  - 30 juin -  Japon - Retour de l'attraction Captain Eo à Tokyo Disneyland après 14 ans d'absence.
- Juillet
  - 2 juillet -  États-Unis - L'attraction Captain Eo fait également son retour à Epcot.
  - 11 juillet -  États-Unis - Accident mortel sur les montagnes russes Xtreme à Dixie Landin' Family Theme Park après la chute d'une jeune femme d'un wagon[15].
  - 17 juillet -  Espagne - L'attraction El Pèndol située à Tibidabo s'effondre; causant la mort d'une adolescente et 3 blessés graves[16].
  - 27 juillet -  Espagne - Le groupe Aqualandia - Mundomar est nommé nouveau gestionnaire de Terra Mítica pour une durée de 10 ans[17].
- août
  - 3 août -  États-Unis - L'IAAPA annonce que son salon international annuel se tiendra à Orlando jusqu'en 2019[18].
  - 7 août -  Espagne - Parque Warner Madrid accueille son 10 millionième visiteur[19].
  - 13 août -  États-Unis - Le groupe Six Flags, en pleine restructuration, nomme un nouveau président directeur général en la personne de Jim Reid-Anderson (en)[20],[21],[22].
  - 17 août
    -  France - Inauguration de la zone Toy Story Playland au parc Walt Disney Studios[23].
    -  Espagne - Le groupe Aqualandia - Mundomar, nouveau gestionnaire de Terra Mítica, annonce une fin de saison 2010 anticipée, et le licenciement de l'ensemble de la direction et du personnel du parc[24].

  - 23 août -  États-Unis - Le groupe SeaWorld est mis à l'amende pour un montant de 75 000 dollars par l'OSHA dans le cadre du décès accidentel d'une entraineuse le 24 février.
  - 25 août -  États-Unis - Par décision de son actionnaire principal, l'ensemble de l'équipe de direction de Freestyle Music Park, en faillite, démissionne de ses fonctions[25].
  - 27 août -  Japon - Tokyo Disney Resort accueille son 500 millionième visiteur.
- Septembre
  - 13 septembre -  France - Euro Disney SCA et l'état français signent un avenant à la convention du 24 mars 1987 qui la prolonge jusqu'en 2030 et agrandit le complexe à 2 230 hectares. Cet avenant officialise le projet de Villages Nature[26],[27].
- octobre
  - 3 octobre -  Allemagne - Décès de Franz Mack, fondateur de Mack Rides et d'Europa-Park, à l'âge de 89 ans[28].
  - 6 octobre -   Italie - Ouverture du salon Euro Attraction Show (EAS) à Rome, pour une durée de 3 jours[29].
- Novembre
  - 3 novembre -  Allemagne - Le groupe Plopsa, appartenant à Studio 100, devient propriétaire d'Holiday Park[30].
  - 4 novembre -  Émirats arabes unis - Ouverture de Ferrari World Abu Dhabi, le plus grand parc d'attractions couvert au monde à Abou Dabi.
  - 12 novembre -  États-Unis - Le groupe Palace Entertainment, filiale américaine de Parques Reunidos, rachète Dutch Wonderland[31].
  - 15 novembre -  États-Unis - Ouverture du salon international de l'International Association of Amusement Parks and Attractions, IAAPA Expo 2010, à Orlando en Floride pour une durée de 5 jours.
  - 16 novembre -  États-Unis - Dollywood reçoit l'Applause Award au titre de meilleur parc de loisirs du monde lors du IAAPA Expo 2010[32],[33].
- Décembre
  - 15 décembre -  France - la Compagnie des Alpes annonce la vente de sept parcs au fonds d'investissement H.I.G. Capital France associé à Laurent Bruloy, ancien dirigeant d'Aqualud (via la holding Looping Group). Il s'agit du parc Bagatelle, du grand aquarium de Saint-Malo, du parc Mini-Châteaux, de l'aquarium du Val-de-Loire, d'Aquaparc, d'Avonturenpark Hellendoorn et de Pleasurewood Hills[34].
  - 17 décembre -  Australie - Achat par Merlin Entertainments d'une partie des actifs de Village Roadshow Theme Parks pour 115 millions de AUD[35].

## Analyse économique de l'année
En juin 2011, l'organisme TEA (Themed Entertainment Association) assisté par AECOM Economics publient leur analyse globale du secteur des parcs d'attractions pour l'année 2010. Ce document, le The Global Attractions Attendance Report 2010, présente en détail plusieurs données clés de l'industrie mais également une série de classements des parcs les plus fréquentés, classés en catégorie. Cette analyse peut être considérée comme une référence du secteur.

### Classement des 10 groupes les plus importants
| Rang | Société                            | Fréquentation (en millions de visiteurs) | Tendance        |
| ---- | ---------------------------------- | ---------------------------------------- | --------------- |
| 1    | Walt Disney Parks and Resorts      | 120 600 000                              | 1,3 %           |
| 2    | Merlin Entertainments Group        | 4 000 000                                | 6,5 %           |
| 3    | Universal Studios Recreation Group | 26 300 000                               | 11,0 %          |
| 4    | Parques Reunidos                   | 25 800 000                               | 4,0 %           |
| 5    | Six Flags Inc.                     | 24 300 000                               | 2,1 %           |
| 6    | Cedar Fair Entertainment           | 22 800 000                               | 8,4 %           |
| 7    | Busch Entertainment Corporation    | 22 400 000                               | 4,9 %           |
| 8    | OCT Parks China                    | 19 300 000                               | 22,2 %          |
| 9    | Herschend Entertainment            | 9 600 000                                | Nouvelle entrée |
| 10   | CDA Parks                          | 9 000 000                                | -9,1 %          |

### Classement des 25 parcs d'attractions les plus visités dans le monde
Pour quantifier l'évolution du marché mondial, TEA/AECOM se base sur l'addition du nombre d'entrées (c'est-à-dire de la fréquentation) des 25 parcs d'attractions les plus visités, quelle que soit leur location. Pour 2010, ce total s'est élevé à 189.1 millions de visiteurs, en augmentation (de 1,9 %) par rapport à 2009.
| Rang  | Parc                             | Ville / Pays             | Fréquentation (en millions de visiteurs) | Tendance |
| ----- | -------------------------------- | ------------------------ | ---------------------------------------- | -------- |
| 1     | Magic Kingdom                    | Orlando / États-Unis     | 16 972 000                               | -1,5 %   |
| 2     | Disneyland                       | Anaheim / États-Unis     | 15 980 000                               | 0,5 %    |
| 3     | Tokyo Disneyland                 | Tokyo / Japon            | 14 452 000                               | 5,9 %    |
| 4     | Tokyo DisneySea                  | Tokyo / Japon            | 12 663 000                               | 5,5 %    |
| 5     | Epcot                            | Orlando / États-Unis     | 10 825 000                               | -1,5 %   |
| 6     | Parc Disneyland                  | Chessy / France          | 10 500 000                               | -2,6 %   |
| 7     | Disney's Animal Kingdom          | Orlando / États-Unis     | 9 686 000                                | 1,0 %    |
| 8     | Disney's Hollywood Studios       | Orlando / États-Unis     | 9 603 000                                | -1,0 %   |
| 9     | Universal Studios Japan          | Osaka / Japon            | 8 160 000                                | 2,0 %    |
| 10    | Everland                         | Yongin / Corée du Sud    | 6 884 000                                | 11,6 %   |
| 11    | Disney's California Adventure    | Anaheim / États-Unis     | 6 278 000                                | 3,0 %    |
| 12    | Universal's Islands of Adventure | Orlando / États-Unis     | 5 949 000                                | 30,2 %   |
| 13    | Universal Studios Florida        | Orlando / États-Unis     | 5 925 000                                | 6,1 %    |
| 14    | Lotte World                      | Séoul / Corée du Sud     | 5 551 000                                | 22,4 %   |
| 15    | Hong Kong Disneyland             | Hong Kong / Chine        | 5 200 000                                | 13,0 %   |
| 16    | SeaWorld Orlando                 | Orlando / États-Unis     | 5 100 000                                | -12,1 %  |
| 17    | Ocean Park                       | Hong Kong / Chine        | 5 100 000                                | 6,3 %    |
| 18    | Universal Studios Hollywood      | Los Angeles / États-Unis | 5 040 000                                | 26,0 %   |
| 19    | Parc Walt Disney Studios         | Chessy / France          | 4 500 000                                | -2,6 %   |
| 20    | Nagashima Spa Land               | Kuwana / Japon           | 4 465 000                                | -5,0 %   |
| 21    | Europa-Park                      | Rust / Allemagne         | 4 250 000                                | 0,0 %    |
| 22    | Busch Gardens Tampa              | Tampa / États-Unis       | 4 200 000                                | 2,4 %    |
| 23    | Yokohama Hakkeijima Sea Paradise | Yokohama / Japon         | 4 023 000                                | -6,0 %   |
| 24    | Efteling                         | Kaatsheuvel / Pays-Bas   | 4 000 000                                | 0,0 %    |
| 25    | SeaWorld San Diego               | San Diego / États-Unis   | 3 800 000                                | -9,5 %   |
| TOTAL |                                  |                          | 18 910 000                               | 1,9 %    |

### Classement des 20 parcs d'attractions les plus visités en Amérique du Nord
La plus forte progression de l'année revient à Universal's Islands of Adventure avec 30,2 % de visiteurs supplémentaires. Cette augmentation spectaculaire s'explique par l'ouverture de la nouvelle zone thématique The Wizarding World of Harry Potter.
| Rang | Parc                             | Ville / Pays              | Fréquentation (en millions de visiteurs) | Tendance |
| ---- | -------------------------------- | ------------------------- | ---------------------------------------- | -------- |
| 1    | Magic Kingdom                    | Orlando / États-Unis      | 16 972 000                               | -1,5 %   |
| 2    | Disneyland                       | Anaheim / États-Unis      | 15 980 000                               | 0,5 %    |
| 3    | Epcot                            | Orlando / États-Unis      | 10 825 000                               | -1,5 %   |
| 4    | Disney's Animal Kingdom          | Orlando / États-Unis      | 9 686 000                                | 1,0 %    |
| 5    | Disney's Hollywood Studios       | Orlando / États-Unis      | 9 603 000                                | -1,0 %   |
| 6    | Disney's California Adventure    | Anaheim / États-Unis      | 6 278 000                                | 3,0 %    |
| 7    | Universal's Islands of Adventure | Orlando / États-Unis      | 5 949 000                                | 30,2 %   |
| 8    | Universal Studios Florida        | Orlando / États-Unis      | 5 925 000                                | 6,1 %    |
| 9    | SeaWorld Orlando                 | Orlando / États-Unis      | 5 100 000                                | -12,1 %  |
| 10   | Universal Studios Hollywood      | Los Angeles / États-Unis  | 5 040 000                                | 26,0 %   |
| 11   | Busch Gardens Tampa              | Tampa / États-Unis        | 4 200 000                                | 2,4 %    |
| 12   | SeaWorld San Diego               | San Diego / États-Unis    | 3 800 000                                | -2,5 %   |
| 13   | Knott's Berry Farm               | Buena Park / États-Unis   | 3 600 000                                | 8,0 %    |
| 14   | Canada's Wonderland              | Vaughan / Canada          | 3 380 000                                | 7,0 %    |
| 15   | Kings Island                     | Mason / États-Unis        | 3 112 000                                | 3,7 %    |
| 16   | Cedar Point                      | Sandusky / États-Unis     | 3 051 000                                | 3,7 %    |
| 17   | Hersheypark                      | Hershey / États-Unis      | 2 891 000                                | 3,0 %    |
| 18   | Busch Gardens Williamsburg       | Williamsburg / États-Unis | 2 800 000                                | -3,4 %   |
| 19   | Six Flags Great Adventure        | Jackson / États-Unis      | 2 700 000                                | 2,5 %    |
| 20   | Six Flags Great America          | Gurnee / États-Unis       | 2 700 000                                | 10,2 %   |

### Classement des 20 parcs d'attractions les plus visités en Europe
La saison 2010 des parcs européens a été en déclin comparativement à l'année précédente avec -1,9 % de visiteurs sur l'ensemble des 20 meilleurs parcs.
| Rang | Parc                            | Ville / Pays                   | Fréquentation (en millions de visiteurs) | Tendance |
| ---- | ------------------------------- | ------------------------------ | ---------------------------------------- | -------- |
| 1    | Parc Disneyland                 | Chessy / France                | 10 500 000                               | -2,6 %   |
| 2    | Parc Walt Disney Studios        | Chessy / France                | 4 500 000                                | -2,6 %   |
| 3    | Europa-Park                     | Rust / Allemagne               | 4 250 000                                | 0,0 %    |
| 4    | Efteling                        | Kaatsheuvel / Pays-Bas         | 4 000 000                                | 0,0 %    |
| 5    | Jardins de Tivoli               | Copenhague / Danemark          | 3 696 000                                | -4,5 %   |
| 6    | PortAventura Park               | Salou / Espagne                | 3 050 000                                | 1,7 %    |
| 7    | Liseberg                        | Göteborg / Suède               | 3 150 000                                | -7,9 %   |
| 8    | Gardaland                       | Castelnuovo del Garda / Italie | 2 900 000                                | -3,4 %   |
| 9    | Alton Towers                    | Staffordshire / Royaume-Uni    | 2 800 000                                | 3,8 %    |
| 10   | Legoland Windsor                | Windsor / Royaume-Uni          | 1 900 000                                | 0,0 %    |
| 11   | Thorpe Park                     | Chertsey / Royaume-Uni         | 1 850 000                                | 3,4 %    |
| 12   | Phantasialand                   | Brühl / Allemagne              | 1 950 000                                | -5,1 %   |
| 13   | Futuroscope                     | Poitiers / France              | 1 825 000                                | 7,4 %    |
| 14   | Parc Astérix                    | Plailly / France               | 1 663 000                                | 8,6 %    |
| 15   | Legoland Billund                | Billund / Danemark             | 1 650 000                                | 0,0 %    |
| 16   | Mirabilandia                    | Savio / Italie                 | 1 505 000                                | -7,3 %   |
| 17   | Attractiepark Slagharen         | Slagharen / Pays-Bas           | 1 464 000                                | -6,9 %   |
| 18   | Flamingo Land Theme Park & Zoo  | Malton / Royaume-Uni           | 1 400 000                                | -1,3 %   |
| 19   | Heide Park                      | Soltau / Allemagne             | 1 350 000                                | -3,6 %   |
| 20   | Parque de Atracciones de Madrid | Madrid / Espagne               | 1 347 000                                | -10,2 %  |

### Classement des 15 parcs d'attractions les plus visités en Asie et en région Pacifique
| Rang | Parc                             | Ville / Pays          | Fréquentation (en millions de visiteurs) | Tendance |
| ---- | -------------------------------- | --------------------- | ---------------------------------------- | -------- |
| 1    | Tokyo Disneyland                 | Tokyo / Japon         | 14 452 000                               | 5,9 %    |
| 2    | Tokyo DisneySea                  | Tokyo / Japon         | 12 663 000                               | 5,5 %    |
| 3    | Universal Studios Japan          | Osaka / Japon         | 8 160 000                                | 2,0 %    |
| 4    | Everland                         | Yongin / Corée du Sud | 6 884 000                                | 11,6 %   |
| 5    | Lotte World                      | Séoul / Corée du Sud  | 5 551 000                                | 22,4 %   |
| 6    | Hong Kong Disneyland             | Hong Kong / Chine     | 5 200 000                                | 13,0 %   |
| 7    | Ocean Park Hong Kong             | Hong Kong / Chine     | 5 100 000                                | 6,3 %    |
| 8    | Nagashima Spa Land               | Kuwana / Japon        | 4 465 000                                | -5,0 %   |
| 9    | Yokohama Hakkeijima Sea Paradise | Yokohama / Japon      | 4 023 000                                | -6,0 %   |
| 10   | OCT East                         | Shenzhen / Chine      | 3 530 000                                | 21,4 %   |
| 11   | Happy Valley (Shenzhen)          | Shenzhen / Chine      | 3 050 000                                | 8,9 %    |
| 12   | Happy Valley (Pékin)             | Pékin / Chine         | 2 734 000                                | 17,8 %   |
| 13   | Window of the World              | Shenzhen / Chine      | 2 651 000                                | 12,8 %   |
| 14   | Dunia Fantasi                    | Jakarta / Indonésie   | 2 400 000                                | -4,0 %   |
| 15   | Chimelong Paradise               | Guangzhou / Chine     | 2 400 000                                | 0,0 %    |

## Attractions
Ces listes sont non exhaustives.

### Montagnes russes

#### Délocalisations
| Nom                     | Type / Modèle        | Constructeur                   | Parc                       | Pays        | Anciennement                                 |
| ----------------------- | -------------------- | ------------------------------ | -------------------------- | ----------- | -------------------------------------------- |
| Brontojet               | Acier / City Jet 400 | Schwarzkopf                    | Movieland Studios          | Italie      | Slitherin à Loudoun Castle                   |
| Ednör - L'attaque       | SLC (689 m)          | Vekoma                         | La Ronde                   | Canada      | Serial Thriller à Six Flags Astroworld       |
| Galaxy Spin             | Junior               | Zamperla                       | Fun Spot USA (en)          | États-Unis  | Galaxy Spin à Cypress Gardens Adventure Park |
| Gold Rush               | Assises/Four Man Bob | Zierer                         | Loudoun Castle             | Royaume-Uni | Thunderbolt à Grove Land                     |
| Holly's Wilde Autofahrt | Wild Mouse           | Maurer Rides                   | Holiday Park               | Allemagne   | Rat à Loudoun Castle                         |
| Jumbo Jet               | Assises              | Schwarzkopf                    | Dreamland                  | Biélorussie | Jumbo Jet à Beoland                          |
| Little Dipper           | Bois                 | Philadelphia Toboggan Coasters | Six Flags Great America    | États-Unis  | Little Dipper à Kiddieland Amusement Park    |
| Morgawr                 | E-Powered            | Garmendale                     | Camel Creek Adventure Park | Royaume-Uni | Venom à Tir Prince Family Funfair            |
| The Monster             | Inversées            | Bolliger & Mabillard           | Walygator Parc             | France      | Orochi à Expoland                            |
| Thriller                | Métal / RC50         | Pinfari                        | Edenlandia                 | Italie      | Thriller à Minitalia Leolandia Park          |
| Vertigo                 | Looping Star         | Schwarzkopf                    | Zoomarine                  | Italie      | Looping Star à Luneur                        |
| Viking Voyage           | Acier                | E&F Miler Industries           | Wild Adventures            | États-Unis  | Jack Rabbit à Celebration City               |

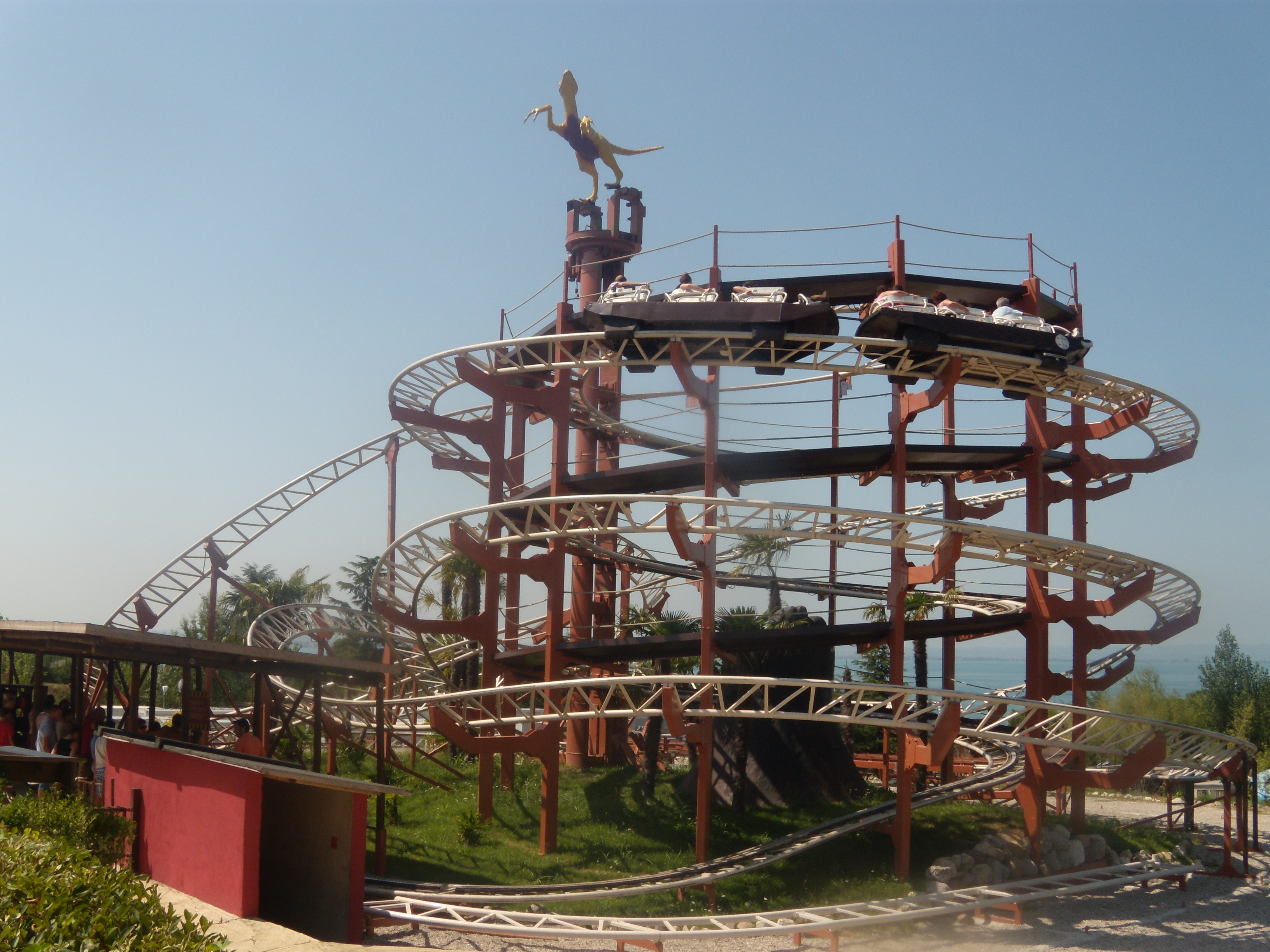
Brontojet à Movieland Studios
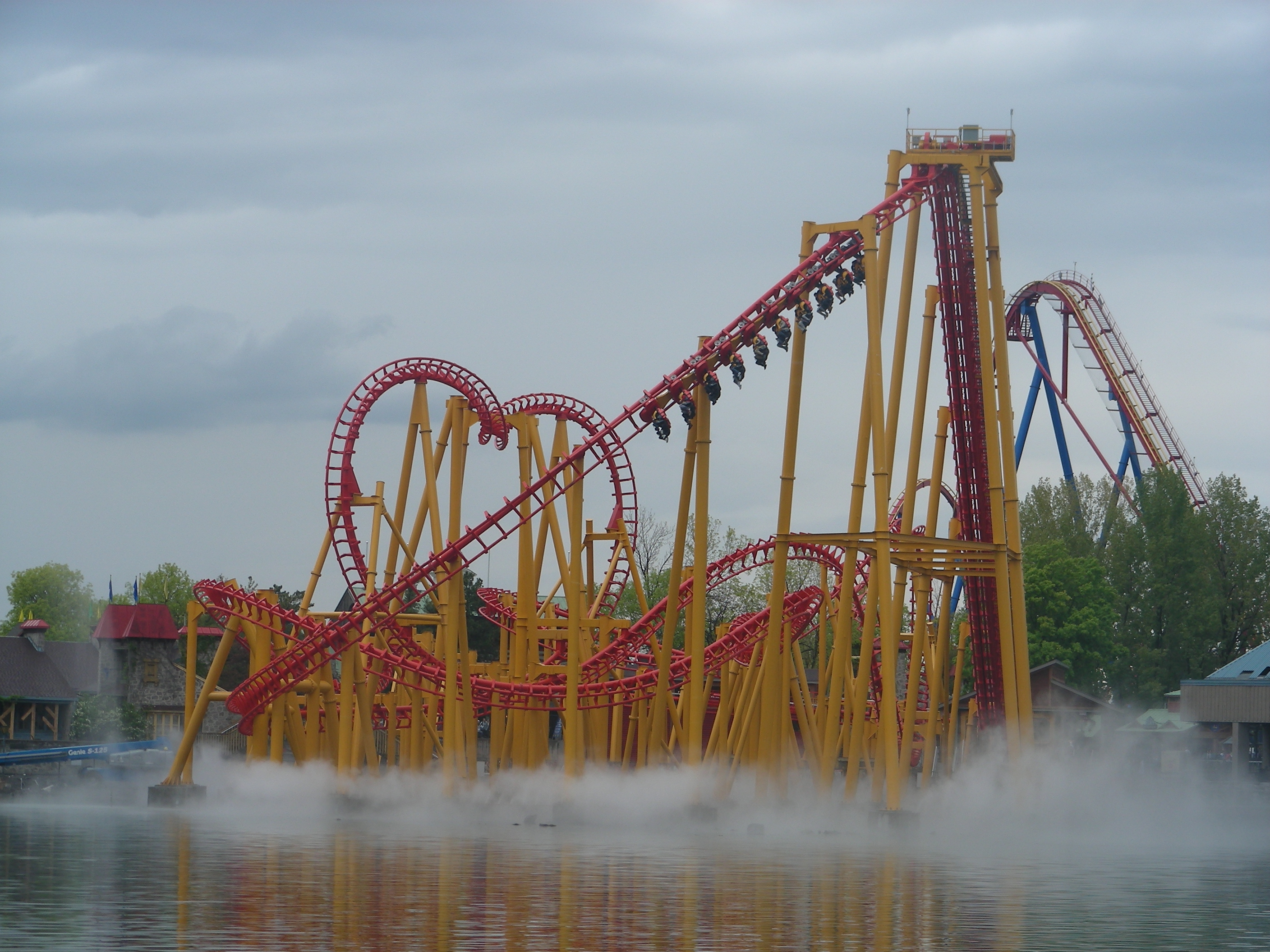
Vue globale d'Ednör - L'attaque à La Ronde
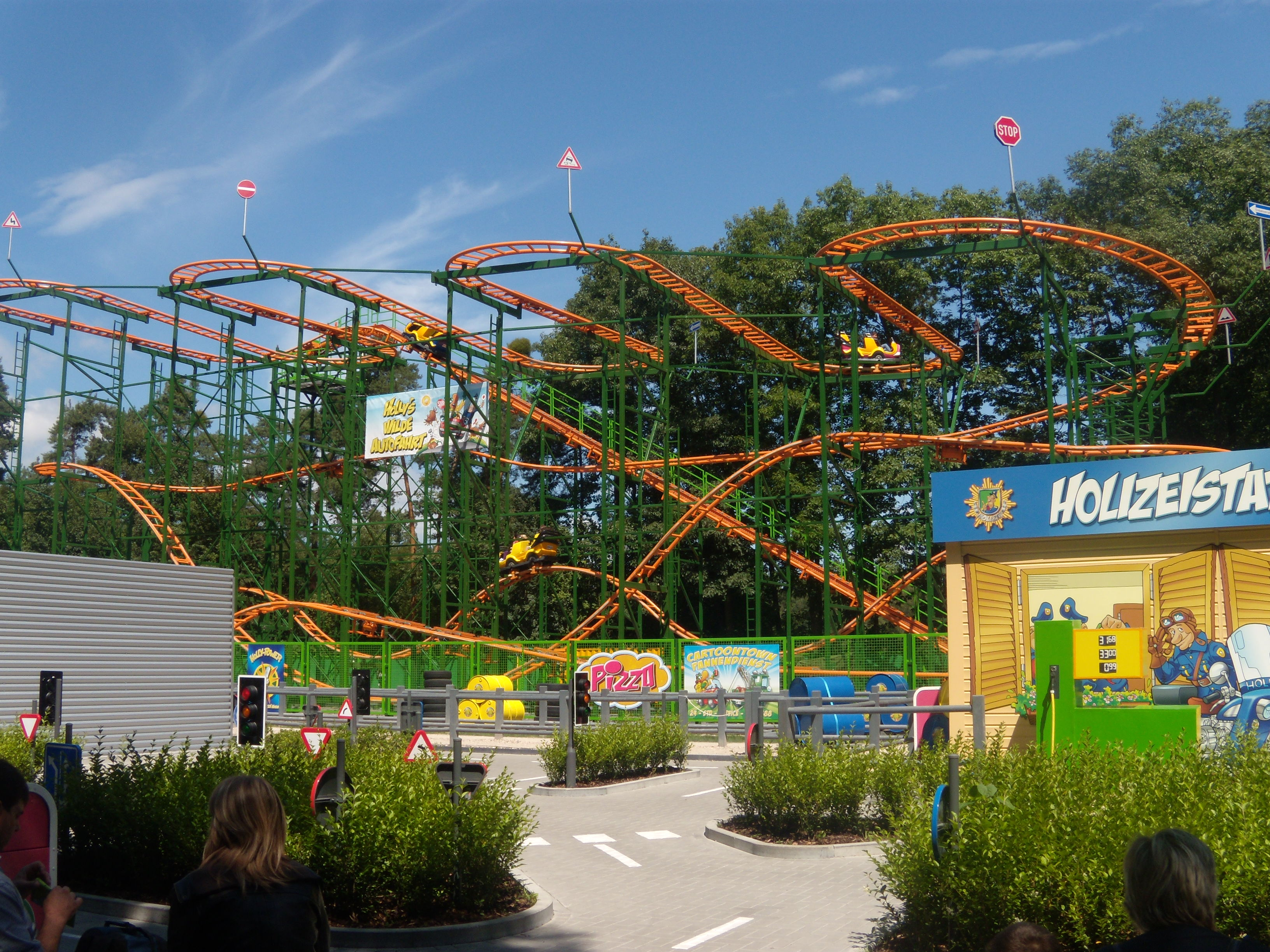
Holly's Wilde Autofahrt à Holiday Park
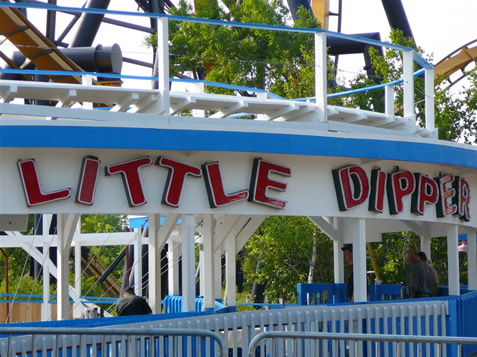
Little Dipper à Six Flags Great America
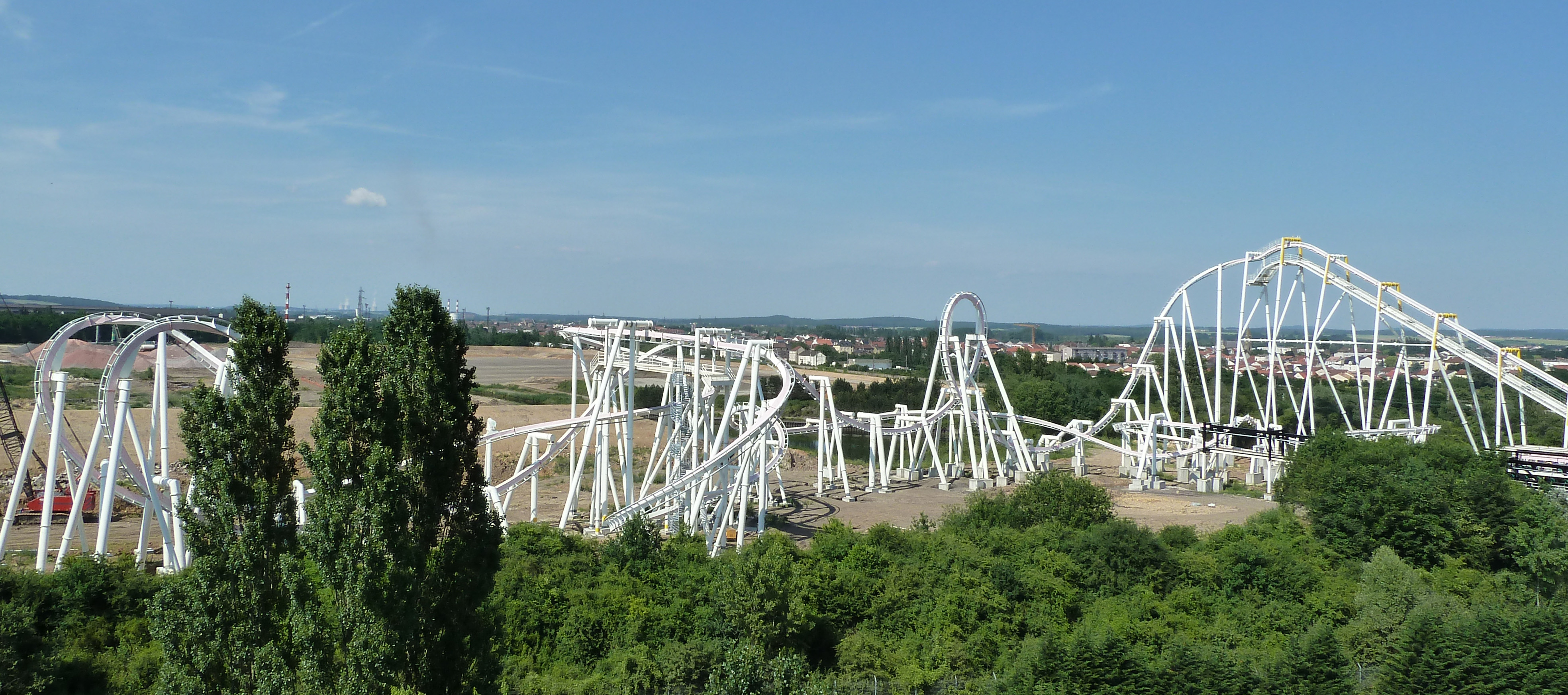
The Monster à Walygator Parc
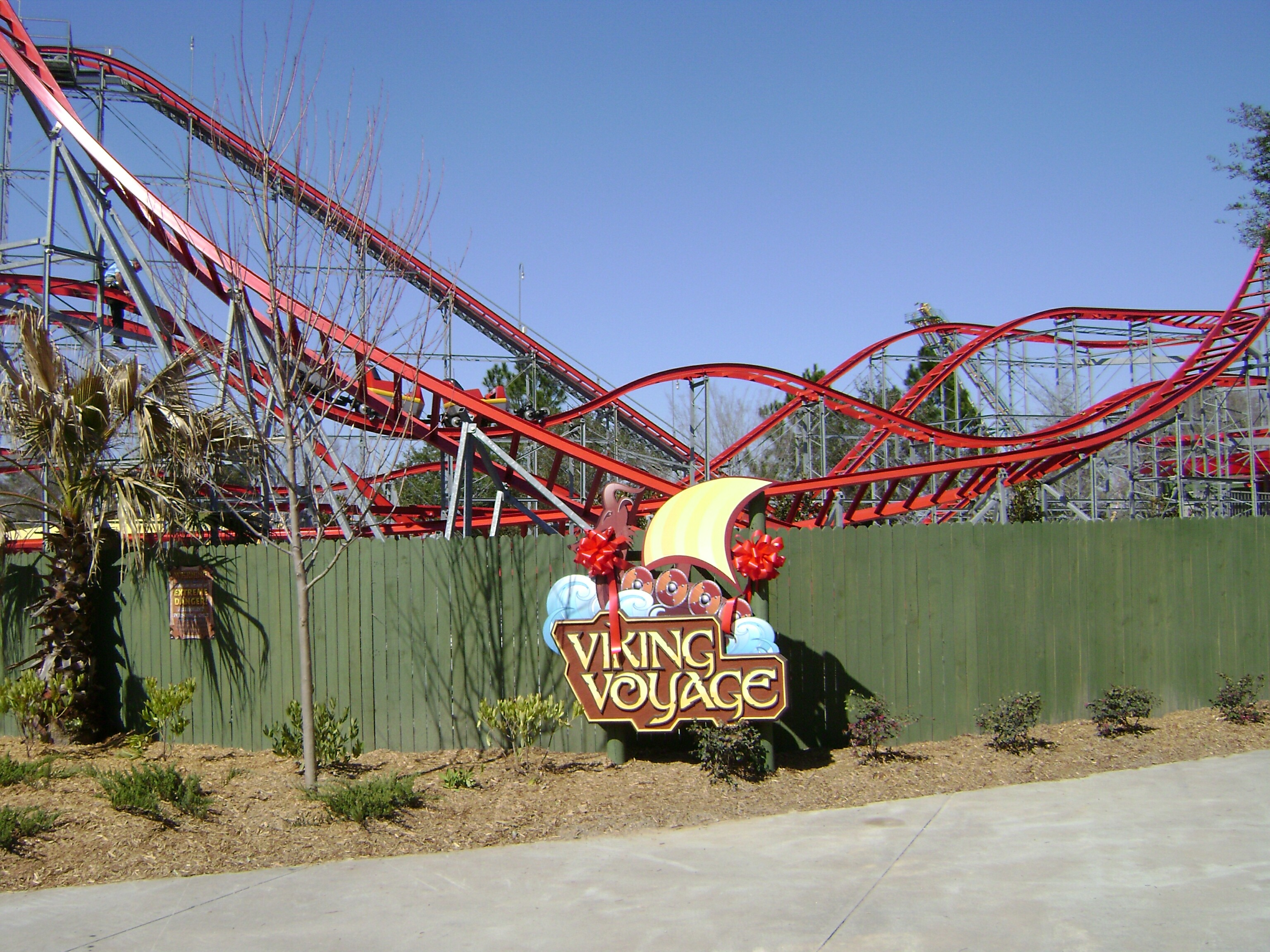
Viking Voyage à Wild Adventures

#### Nouveautés
| Nom                           | Type / Modèle                  | Constructeur                 | Parc                        | Pays                |
| ----------------------------- | ------------------------------ | ---------------------------- | --------------------------- | ------------------- |
| Air Grover                    | Junior / Tivoli Force          | Zierer                       | Busch Gardens Tampa         | États-Unis          |
| Battlestar Galactica - Cyclon | Inversée - Duel / SLC          | Vekoma                       | Universal Studios Singapore | Singapour           |
| Battlestar Galactica - Human  | Acier - Duel                   | Vekoma                       | Universal Studios Singapore | Singapour           |
| Canopy Flyer                  | Suspendue / Swing Thing        | Setpoint                     | Universal Studios Singapore | Singapour           |
| Circus Coaster                | Acier                          | Zamperla                     | Luna Park (Coney Island)    | États-Unis          |
| Cobra                         | Navette / Loop 520             | Pax Company                  | Conny-Land                  | Suisse              |
| Dinosaur Mountain             | Montagnes russes de motos      | Zamperla                     | China Dinosaurs Park        | Chine               |
| Enchanted Airways             | Junior / Vekoma Junior Coaster | Vekoma                       | Universal Studios Singapore | Singapour           |
| Fiorano GT Challenge          | Lancée - Racing / X-Car        | Maurer Rides                 | Ferrari World Abu Dhabi     | Émirats arabes unis |
| Flume Ride                    | Aquatiques                     | Golden Horse                 | E-DA Theme Park             | Taïwan              |
| Force One                     | Acier / ESC                    | Zierer                       | Schwaben Park               | Allemagne           |
| Flying Horse Family Coaster   | Acier / YoungSTAR              | Mack Rides                   | Chimelong Paradise          | Chine               |
| Formula Rossa                 | Lancée                         | Intamin                      | Ferrari World Abu Dhabi     | Émirats arabes unis |
| Huracan                       | Acier / Euro-Fighter           | Gerstlauer                   | Belantis                    | Allemagne           |
| Intimidator                   | Hyper                          | Bolliger & Mabillard         | Carowinds                   | États-Unis          |
| Intimidator 305               | Giga                           | Intamin                      | Kings Dominion              | États-Unis          |
| Joris en de Draak             | Bois / Duel                    | Great Coasters International | Efteling                    | Pays-Bas            |
| Magic Mouse                   | Tournoyante / MX-52            | SBF Visa                     | Didi'Land                   | France              |
| MotoGee                       | Motobike                       | Zamperla                     | Särkänniemi                 | Finlande            |
| Nitro                         | Acier - Duel                   | Preston & Barbieri           | Dennlys Parc                | France              |
| Piratenbaan                   | Junior - Intérieur / Force Two | Zierer                       | Plopsa Indoor Coevorden     | Pays-Bas            |
| Pilotti                       | Junior / Baby Aviator          | Technical Park               | Linnanmäki                  | Finlande            |
| RC Racer Vitesse Maximale!    | Navette / Halfpipe             | Intamin                      | Parc Walt Disney Studios    | France              |
| Revenge of the Mummy          | Lancée en intérieur            | Premier Rides                | Universal Studios Singapore | Singapour           |
| Sky Rocket                    | Lancée                         | Premier Rides                | Kennywood                   | États-Unis          |
| Space Fantasy - The Ride      | Tournoyante - Intérieure       | Mack Rides                   | Universal Studios Japan     | Japon               |
| Thirteen                      | Acier                          | Intamin                      | Alton Towers                | Royaume-Uni         |
| Tickler                       | Wild Mouse tournoyante         | Zamperla                     | Luna Park (Coney Island)    | États-Unis          |
| Tuff-Tuff Tåget               | Junior / Mini-Mouse            | Zamperla                     | Gröna Lund                  | Suède               |

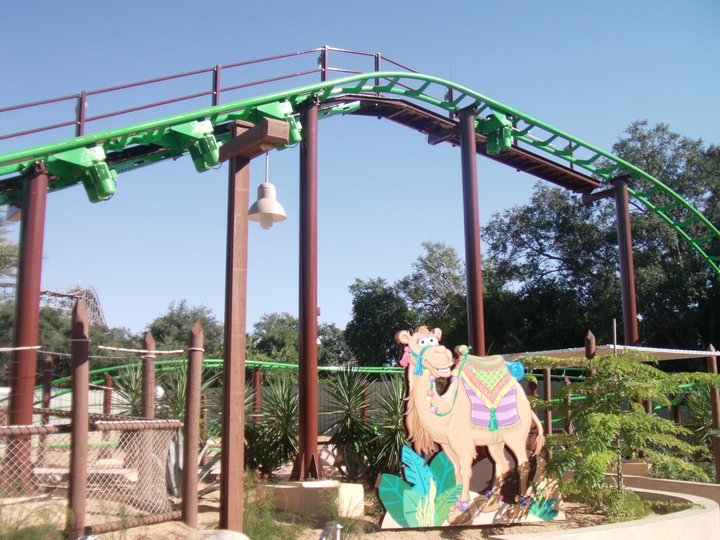
Air Grover à Busch Gardens Tampa
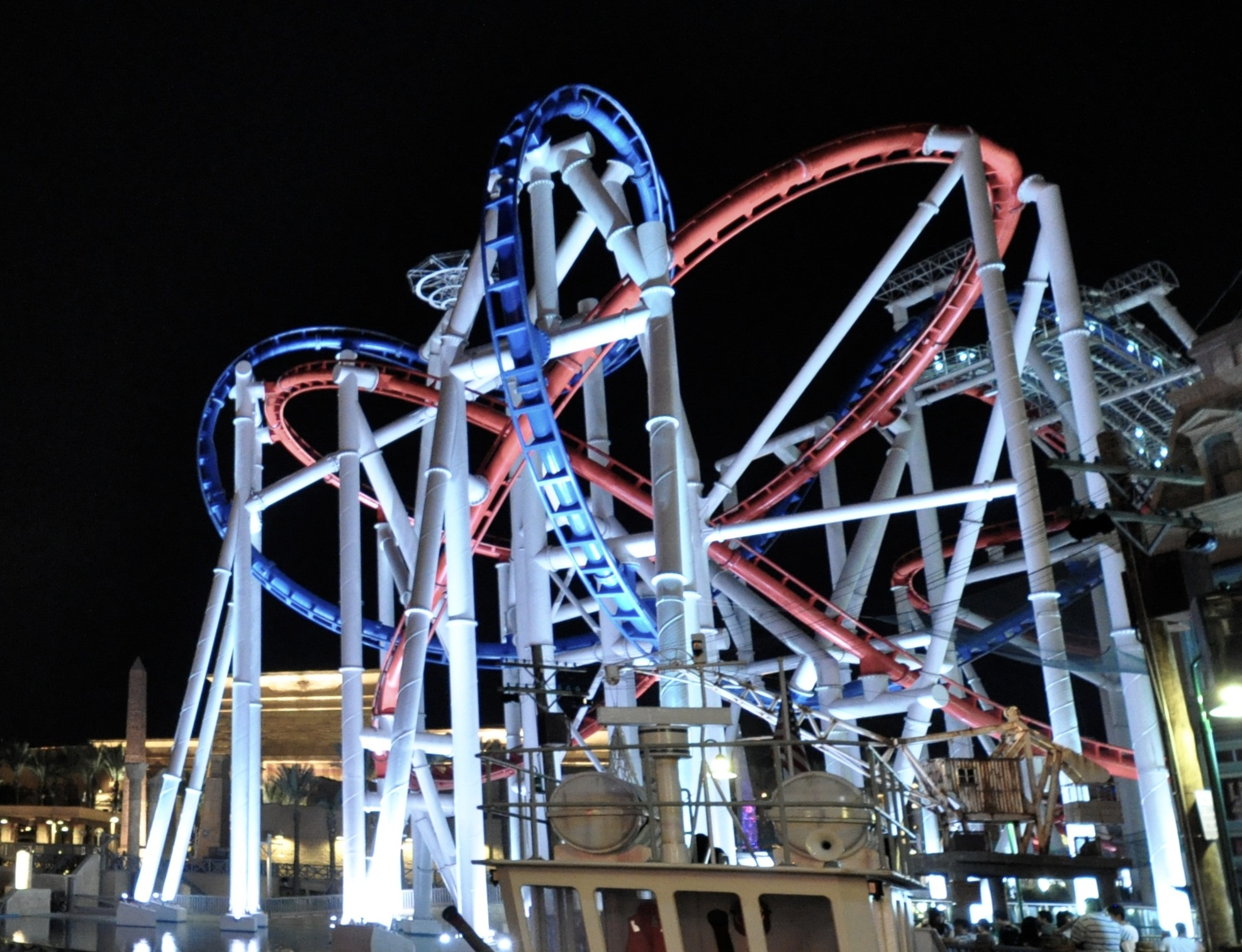
Battlestar Galactica à Universal Studios Singapore
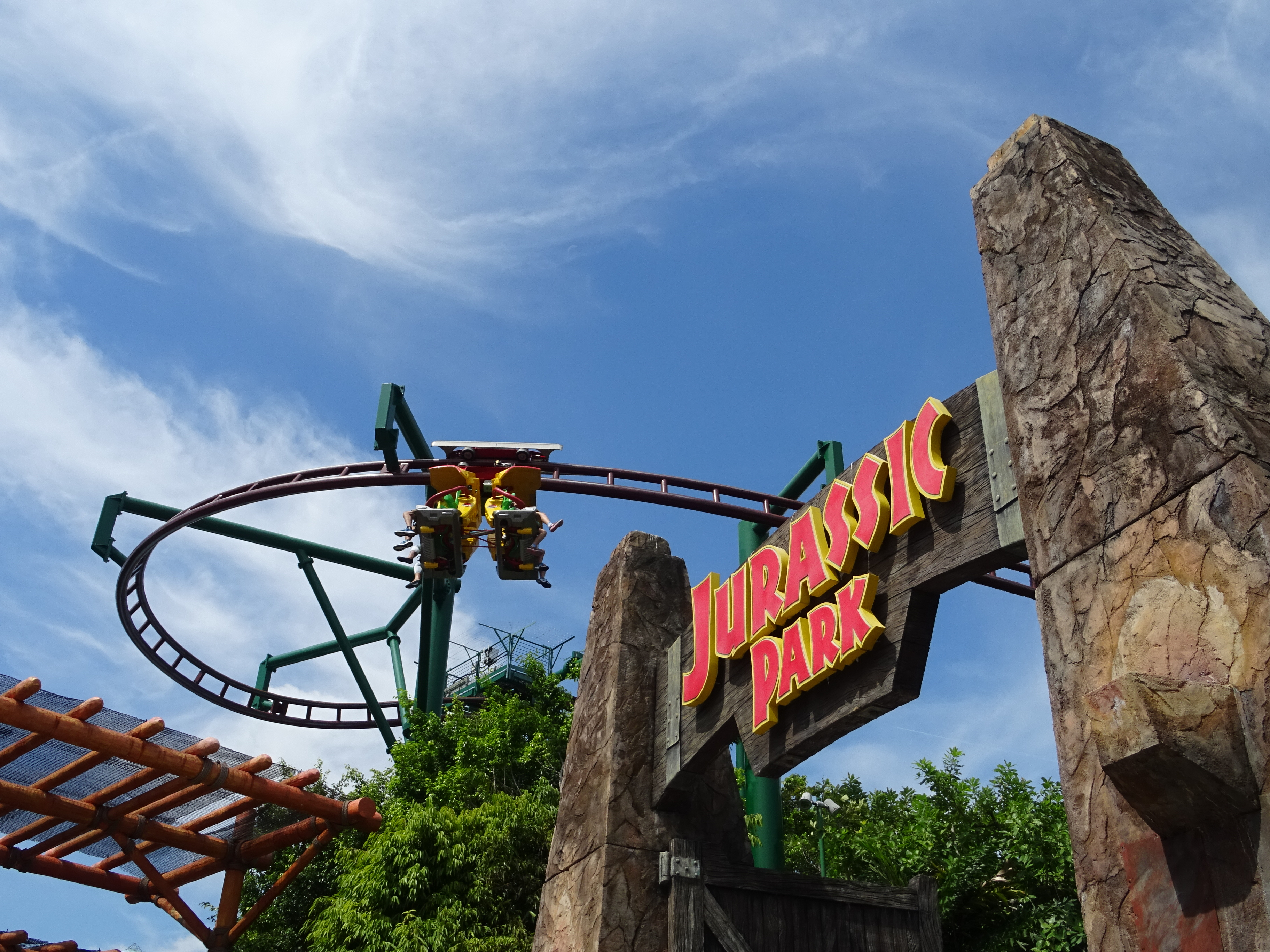
Canopy Flyer à Universal Studios Singapore
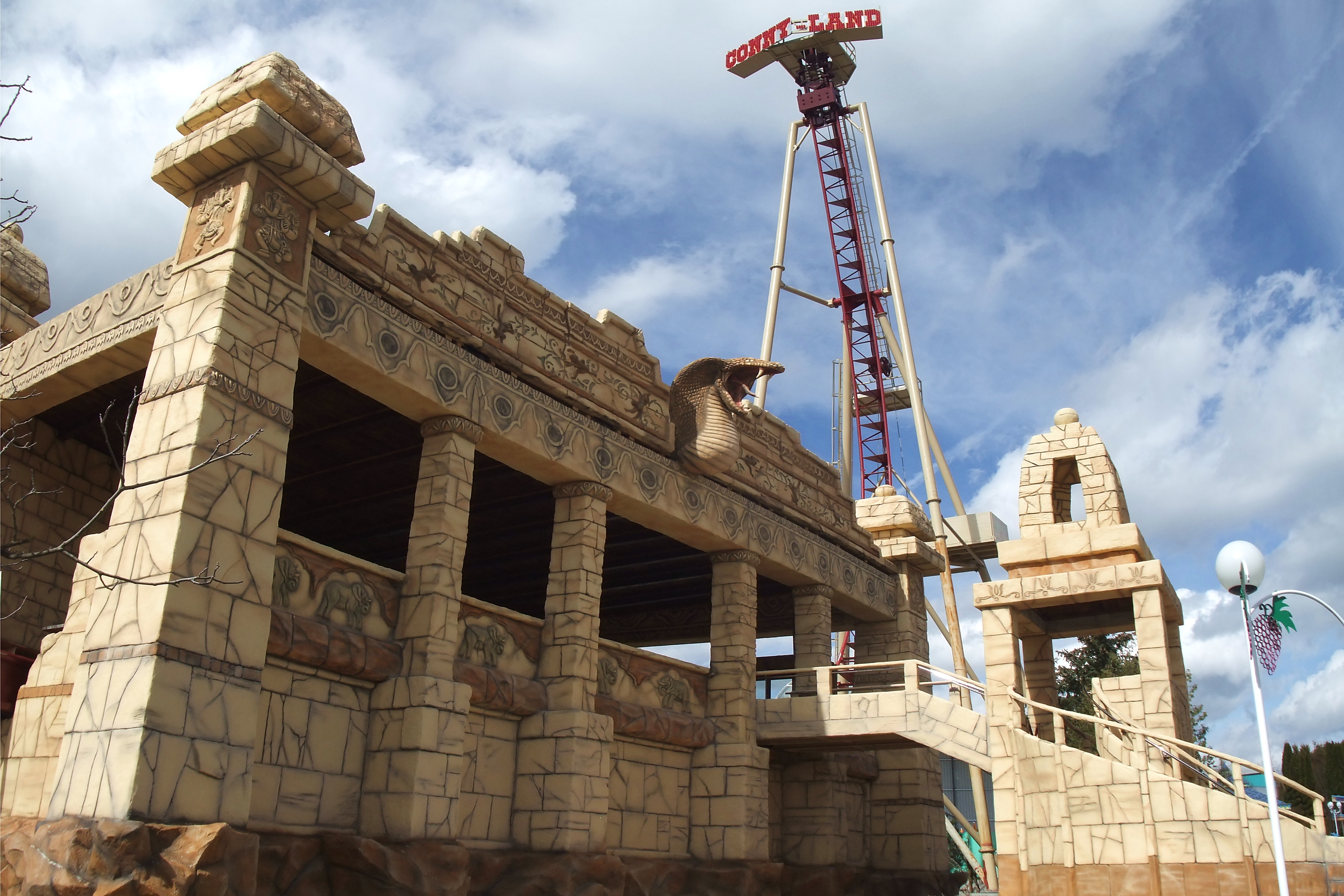
Gare de Cobra à Conny-Land
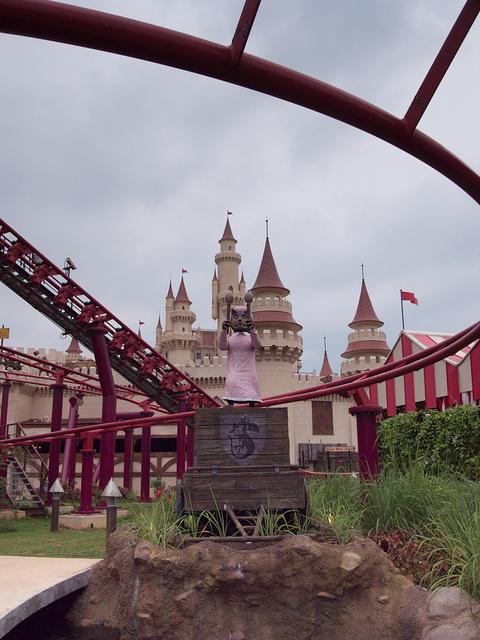
Enchanted Airways à Universal Studios Singapore
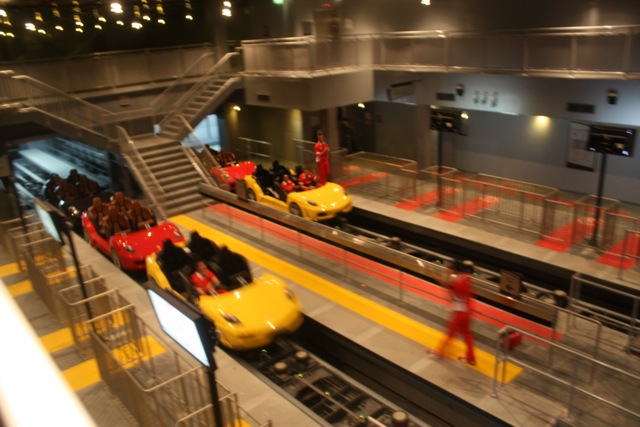
Fiorano GT Challenge à Ferrari World Abu Dhabi
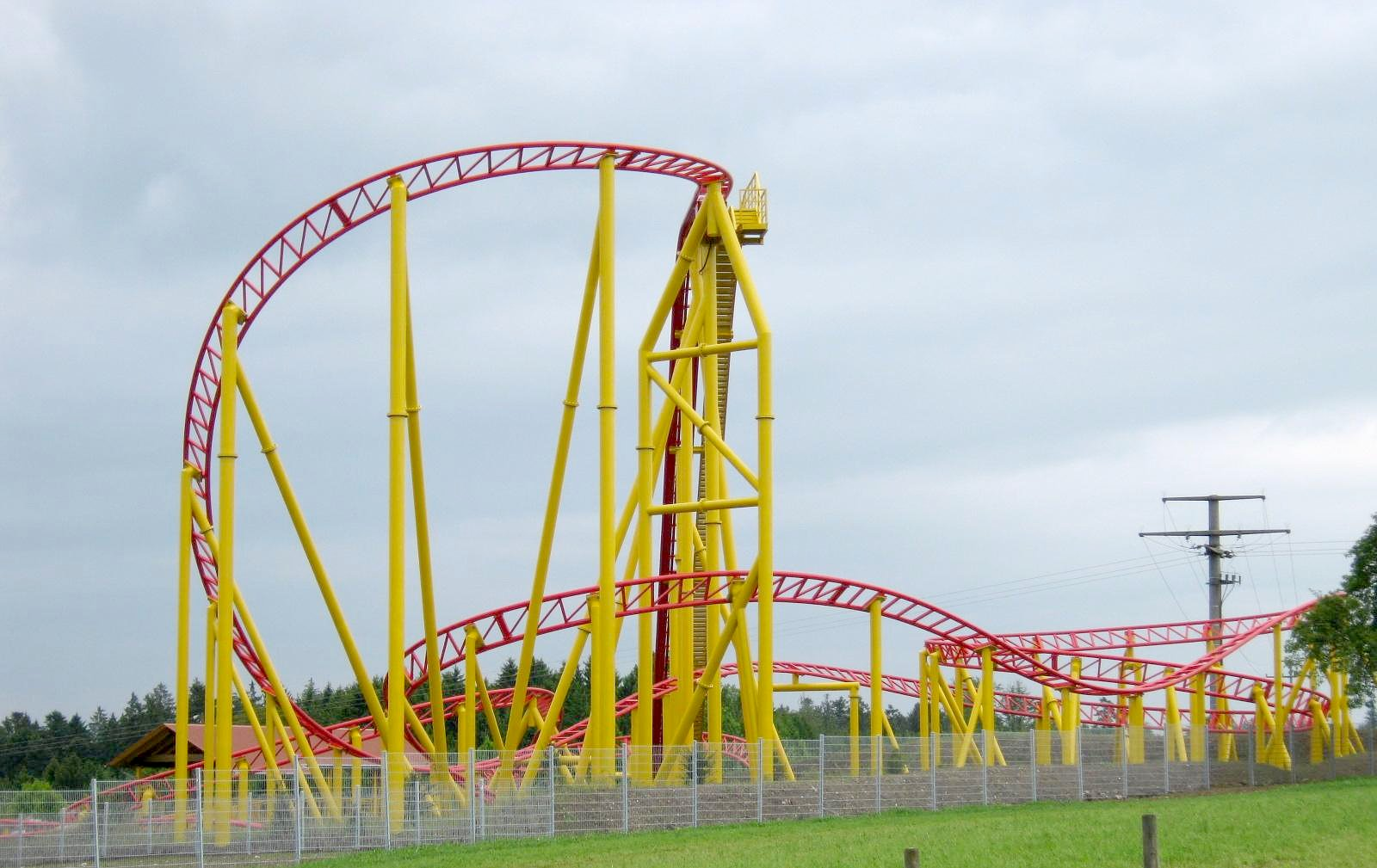
Force One à Schwaben Park
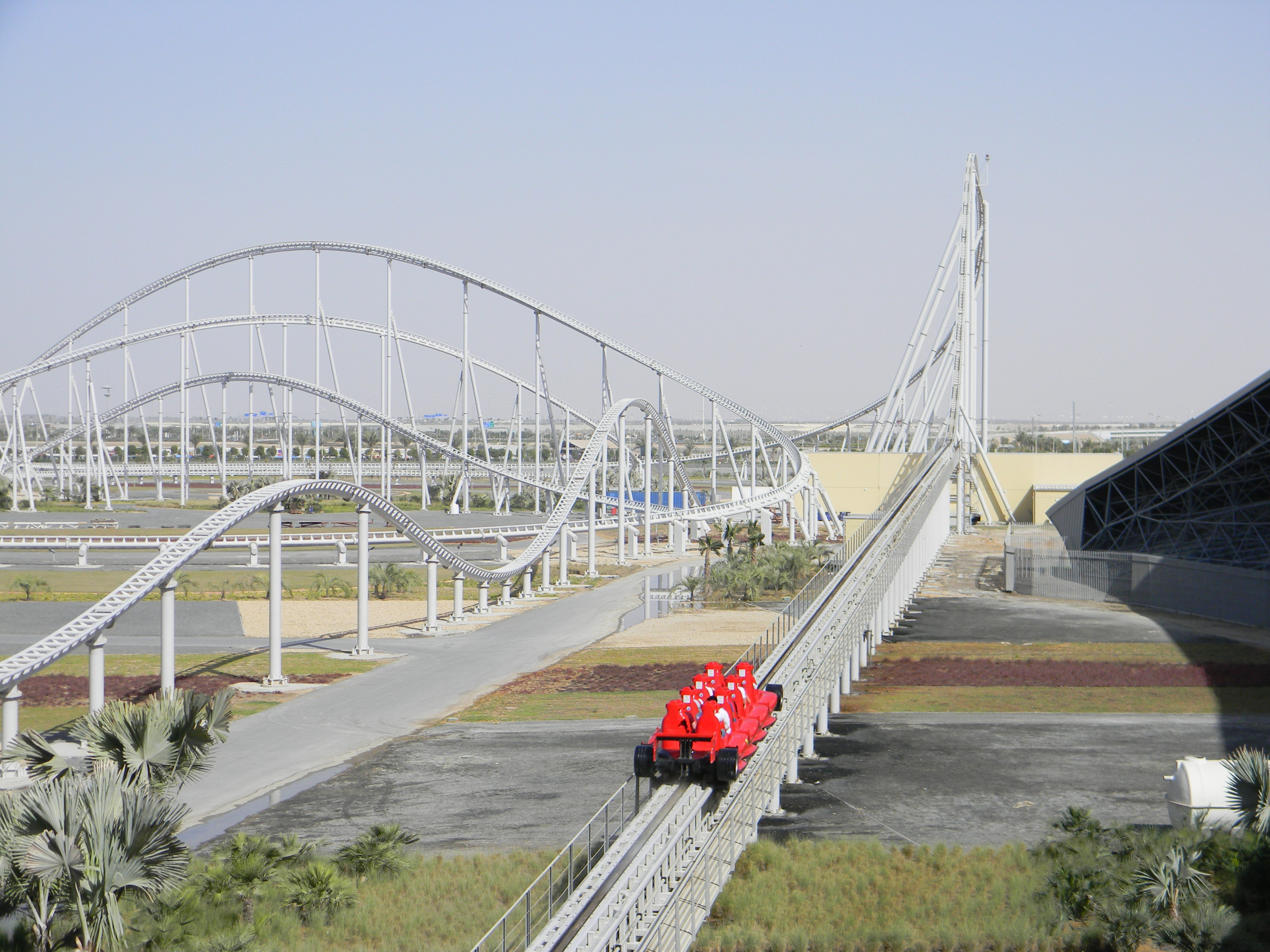
Formula Rossa à Ferrari World Abu Dhabi
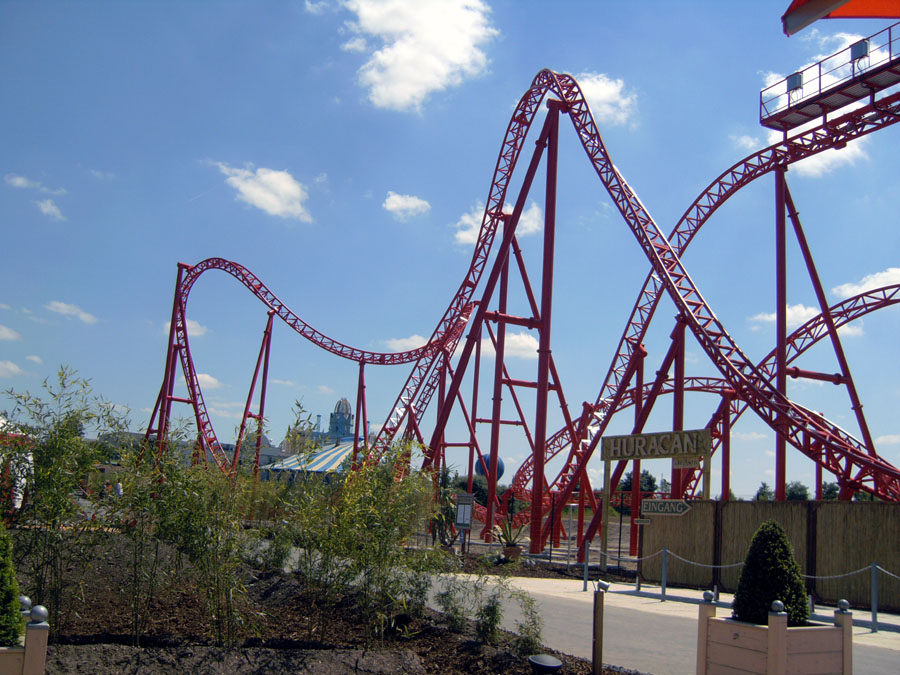
Huracan à Belantis
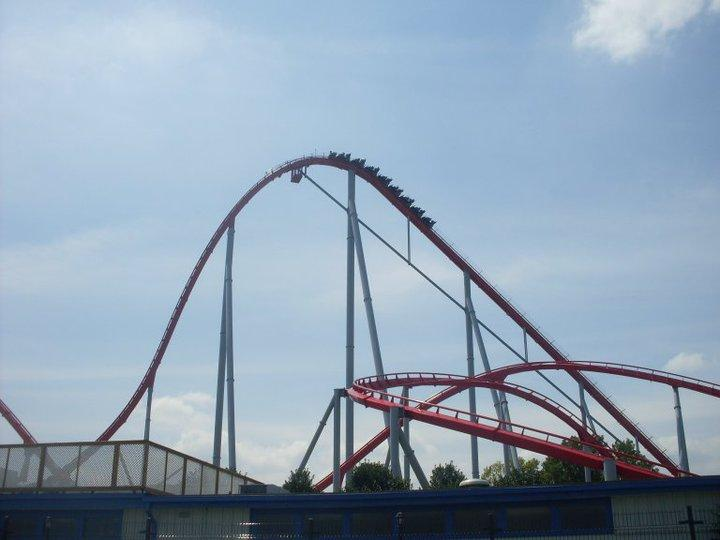
Intimidator à Carowinds
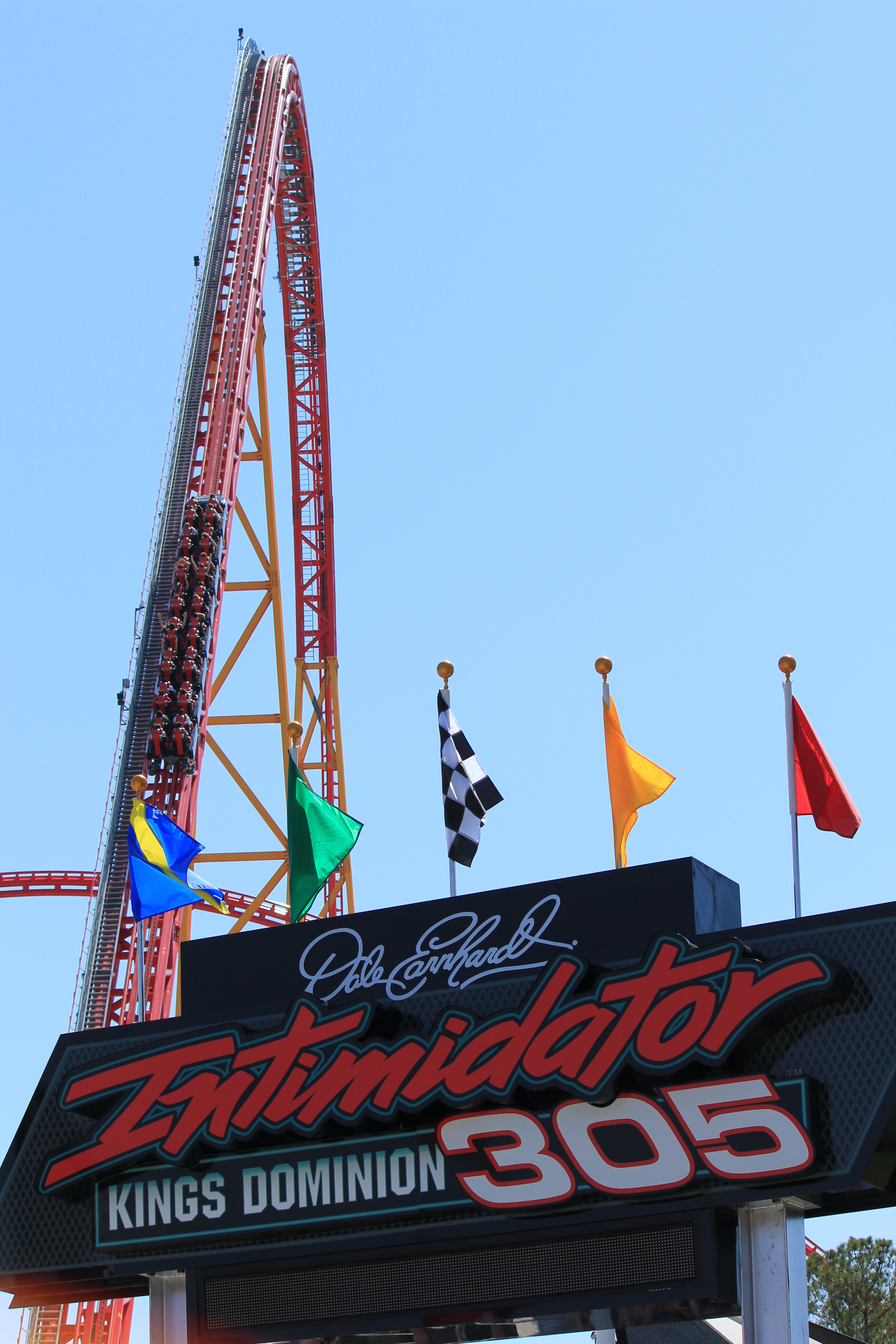
Intimidator 305 à Kings Dominion
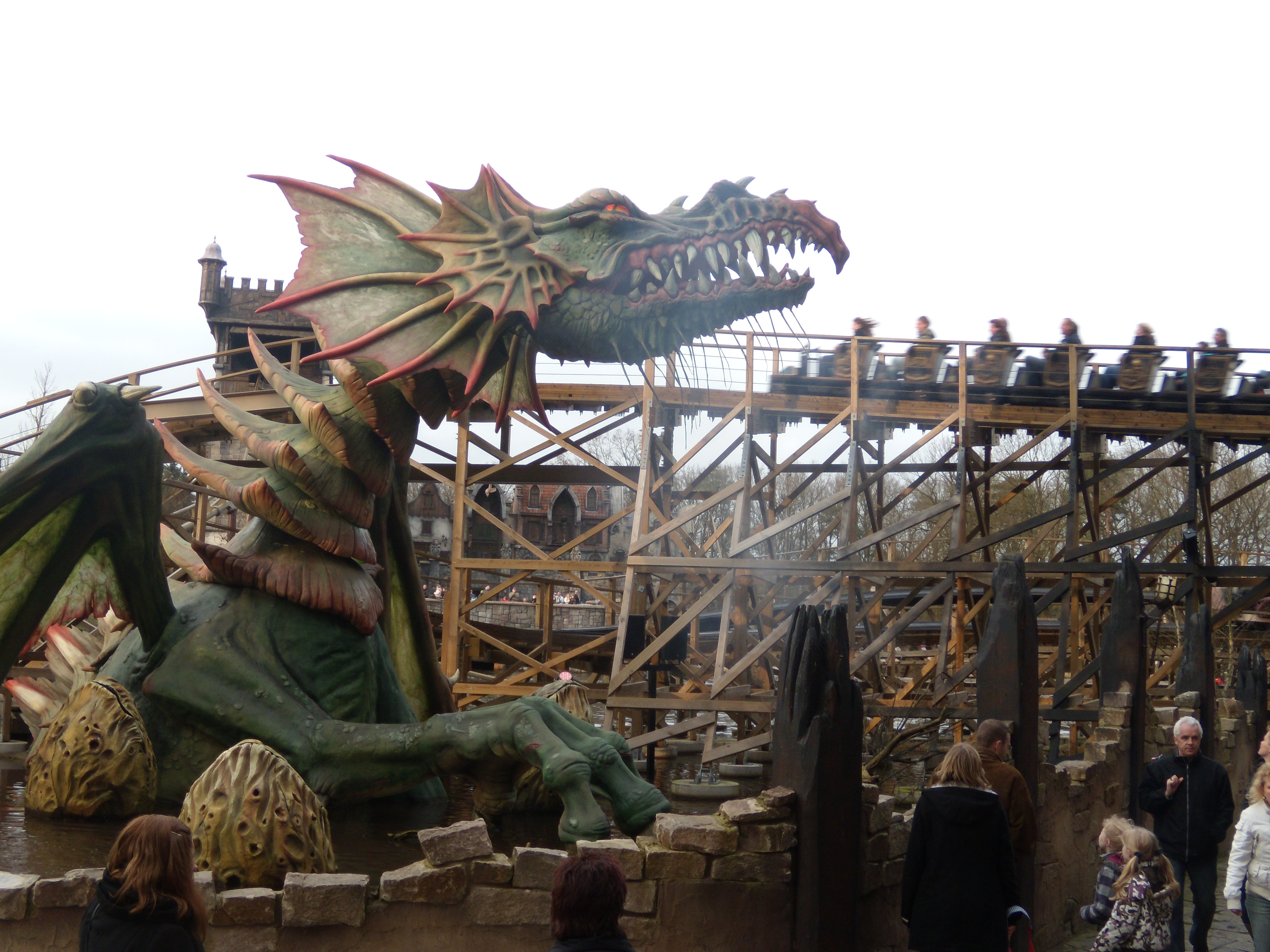
Joris en de Draak à Efteling
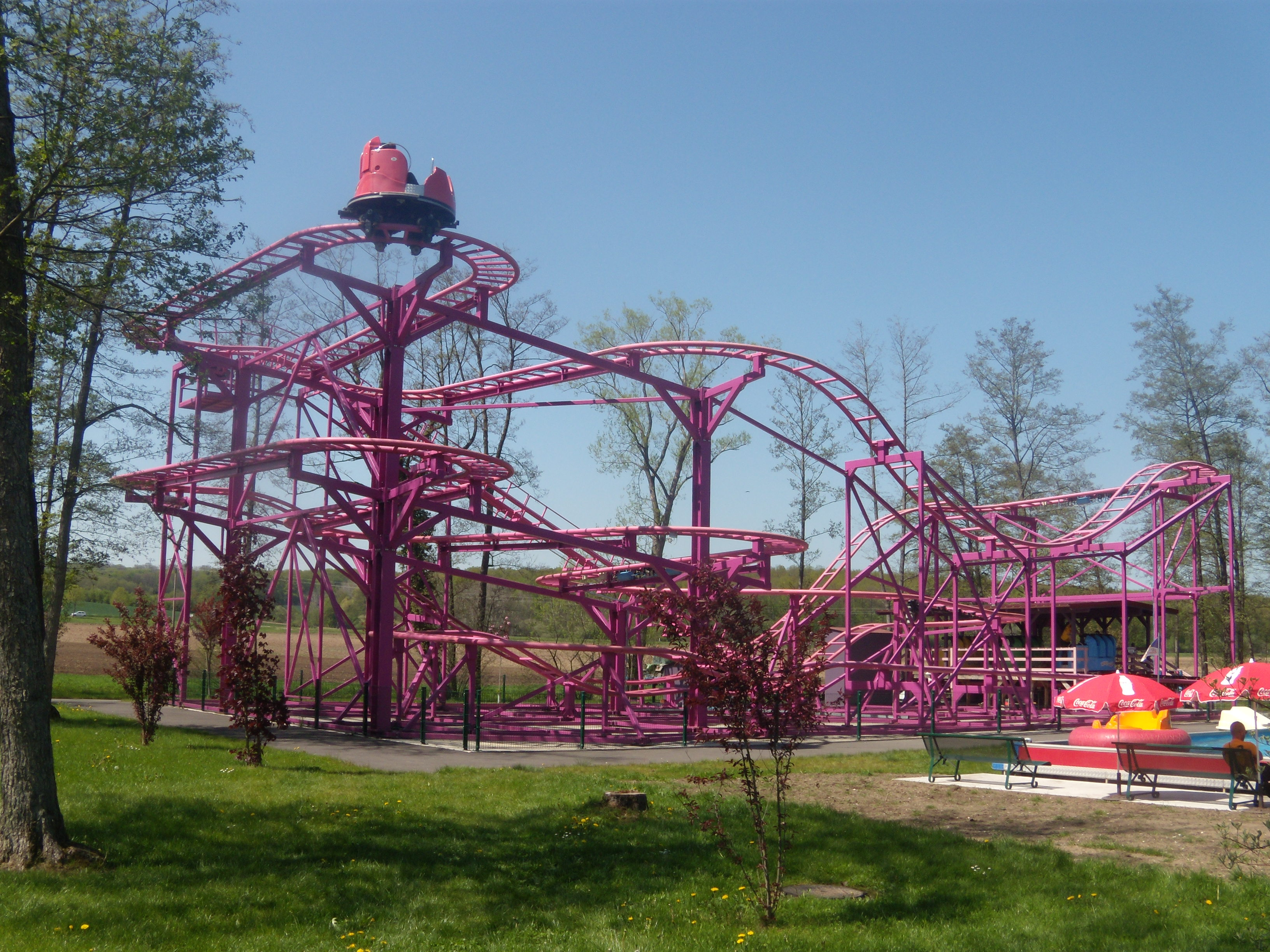
Magic Mouse à Didi'Land
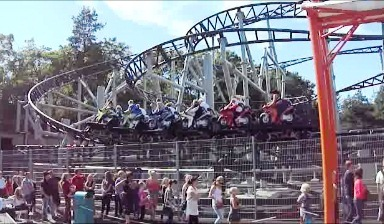
MotoGee à Särkänniemi
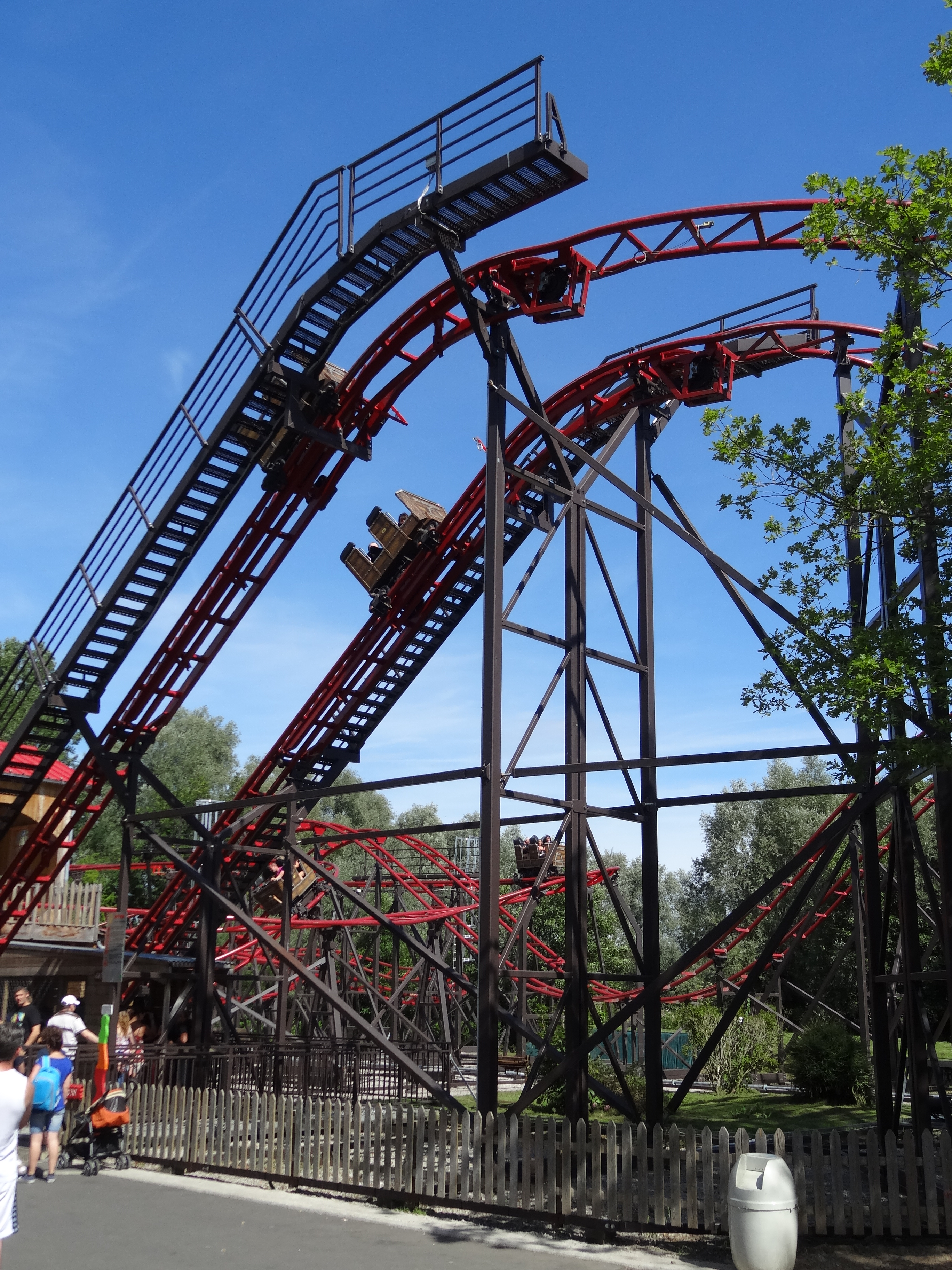
Nitro à Dennlys Parc
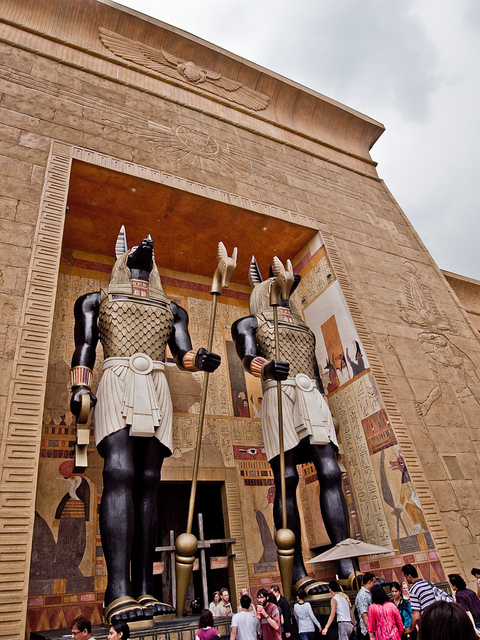
Revenge of the Mummy à Universal Studios Singapore
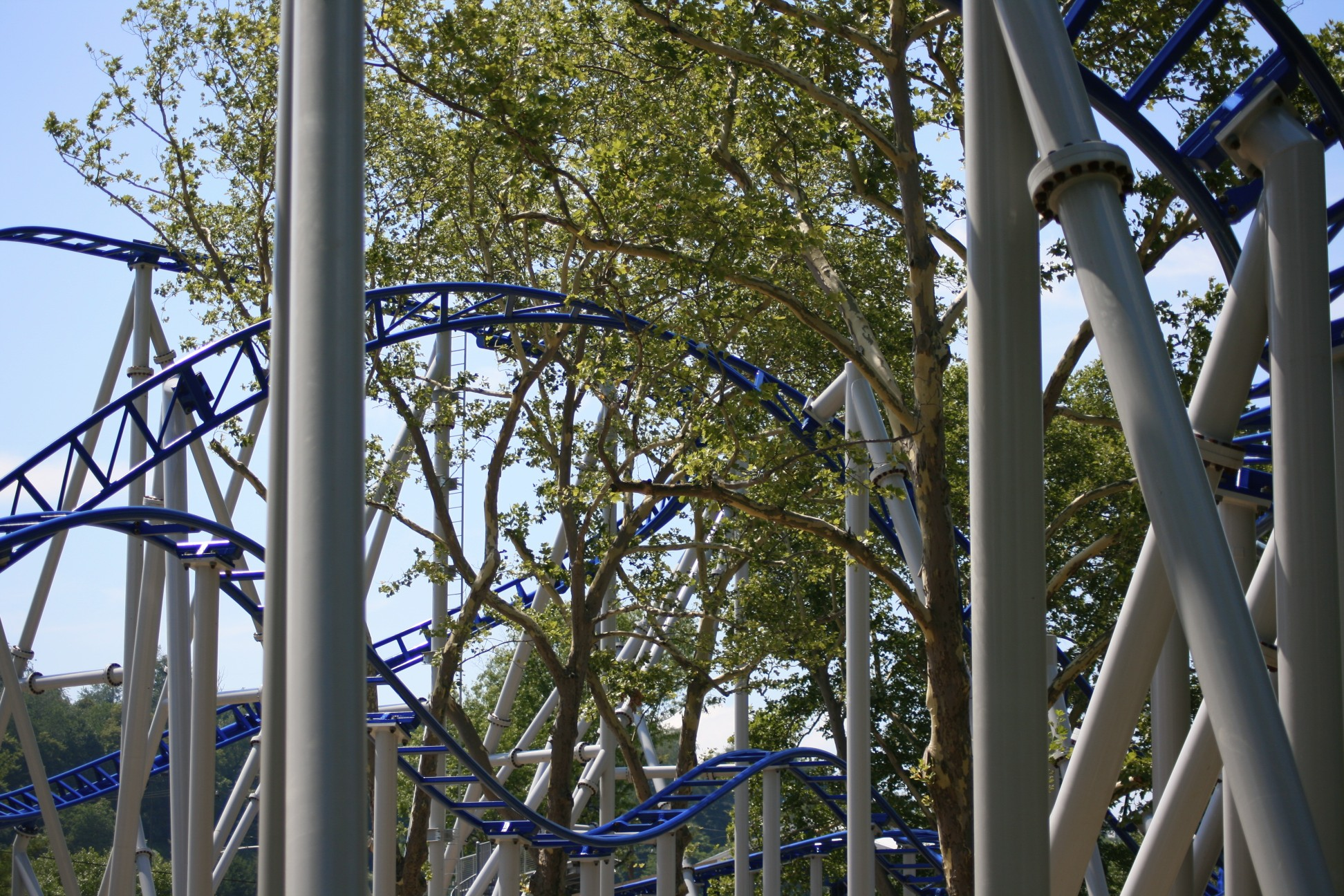
Sky Rocket à Kennywood
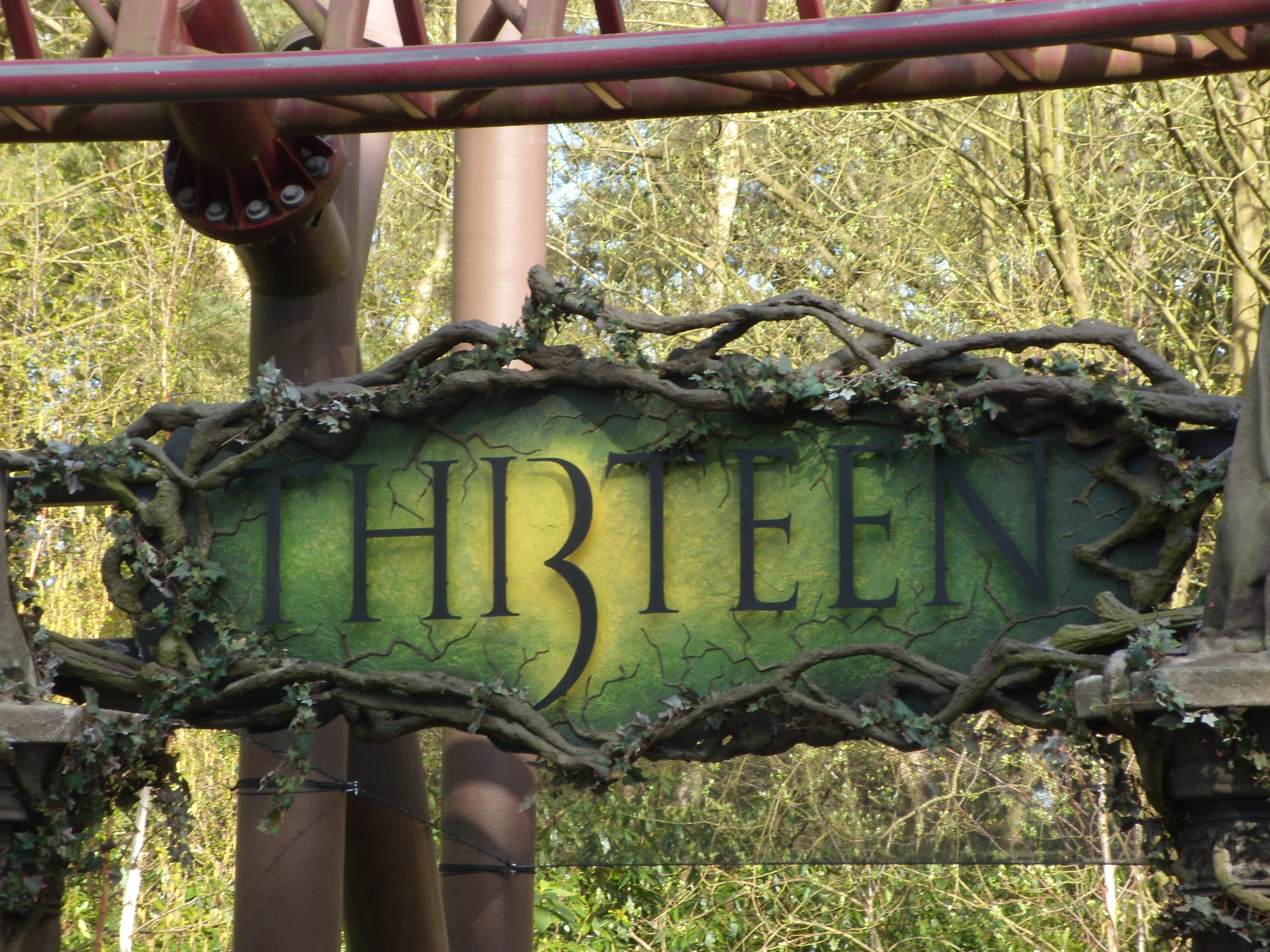
Logo de Thirteen (Th13rteen) à Alton Towers
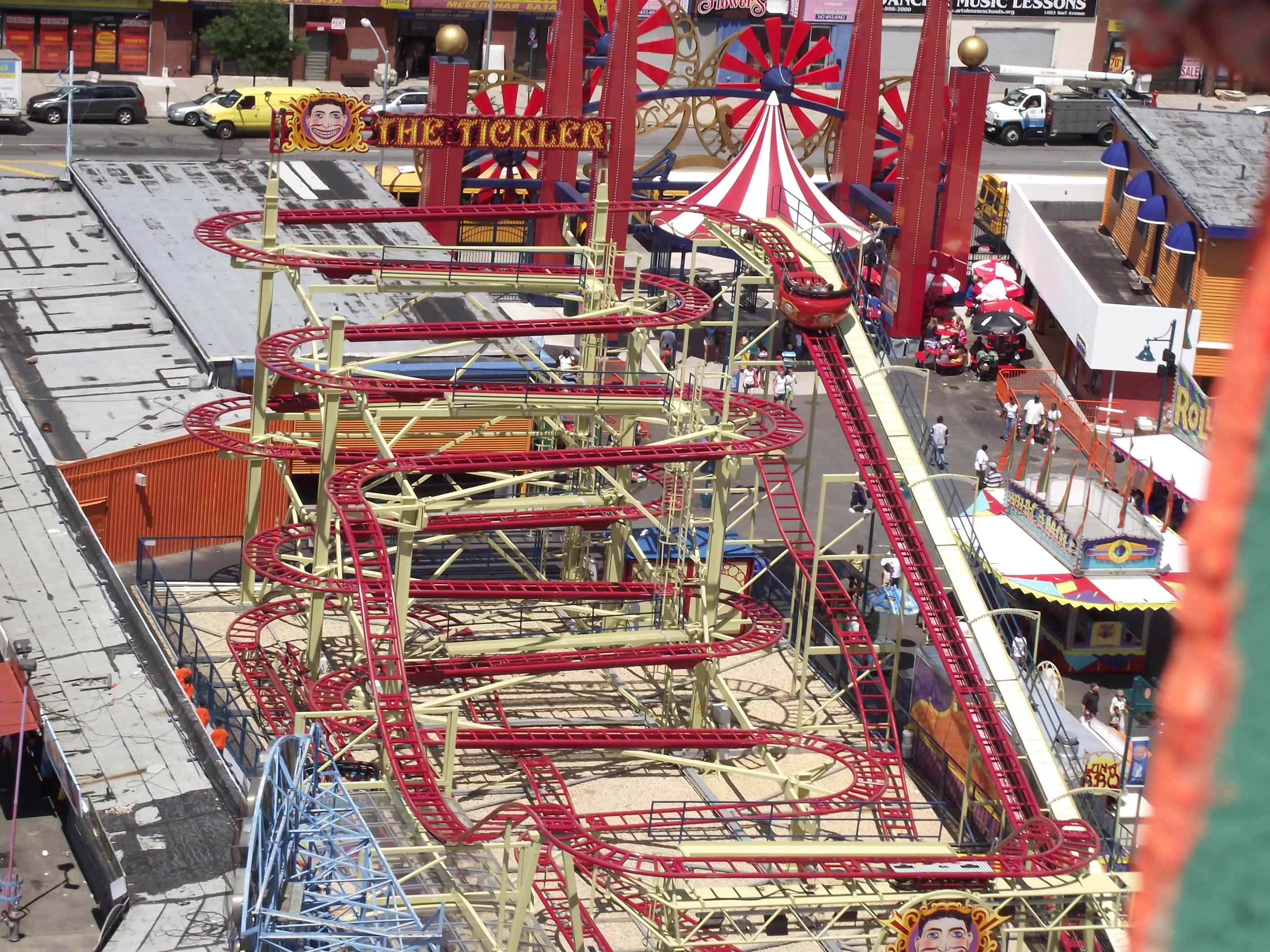
Tickler à Luna Park (Coney Island)

### Autres attractions
Cette liste est non exhaustive.
| Nom                                    | Type / Modèle                     | Constructeur             | Parc                             | Pays                |
| -------------------------------------- | --------------------------------- | ------------------------ | -------------------------------- | ------------------- |
| Accelerator                            | Tasses                            |                          | Universal Studios Singapore      | Singapour           |
| Anubis                                 | Mini Discovery                    | Zamperla                 | Plopsa Indoor Coevorden          | Pays-Bas            |
| Apple Flight                           | Chaises volantes                  | Zierer                   | Nigloland                        | France              |
| Arche de Noé (L')                      | Bateau à bascule                  | Metallbau Emmeln         | Parc Saint-Paul                  | France              |
| Balade des cimes (la)                  | Monorail                          | Soquet                   | Terra Botanica                   | France              |
| Battle Boats                           | Splash Battle                     | Mack Rides               | Sea World                        | Australie           |
| Baumberger Irrgarten (der)             | Labyrinthe                        |                          | Phantasialand                    | Allemagne           |
| BC-10 airlines                         | Bateau à bascule                  | Intamin                  | Movieland Studios                | Italie              |
| Bon-Bio 4D                             | Cinéma 4-D                        |                          | BonbonLand                       | Danemark            |
| Buccaneers (les)                       | Splash Battle                     | SBF Visa                 | Didi'Land                        | France              |
| Bumbamolen (de)                        | Jump Around                       | Zamperla                 | Plopsa Indoor Coevorden          | Pays-Bas            |
| Cataratas                              | Bûches                            | Reverchon Industries     | Jetée Sud de Blackpool           | Royaume-Uni         |
| Déferlante (la)                        | Disk'O                            | Zamperla                 | Parc Ange Michel                 | France              |
| Dino Soarin                            | Manège dinosaures                 | Zamperla                 | Universal Studios Singapore      | Singapour           |
| Disk'O                                 | Disk'O                            | Zamperla                 | OCT East                         | Chine               |
| Eisberg                                | Parcours scénique interactif      | Clostermann Design       | Prater de Vienne                 | Autriche            |
| Electro Spin                           | Disk'O Coaster                    | Zamperla                 | Parc du Bocasse                  | France              |
| Express 1966                           | Train                             | Severn Lamb              | Fraispertuis-City                | France              |
| Flight of the Dragon                   | Flying theater                    | Huss Rides               | Happy Valley (Shenzhen)          | Chine               |
| Fly Chaser                             | Manège Giant Sky Chaser           | Zamperla                 | China Dinosaurs Park             | Chine               |
| Flying over America                    | Flying theater                    |                          | Window of the World              | Chine               |
| Friheds Karusellen                     | Carrousel                         | Peter Petz Rides         | Tivoli Friheden                  | Danemark            |
| Fröhliche Bienchenjagd (die)           | Jump Around                       | Zamperla                 | Phantasialand                    | Allemagne           |
| Fusée yoyo                             | Mini Tour de chute                | Preston & Barbieri       | Futuroscope                      | France              |
| G Force                                | Space Shot                        |                          | Ferrari World Abu Dhabi          | Émirats arabes unis |
| Gold Mine                              | Parcours scénique                 |                          | Cavallino Matto                  | Italie              |
| Grand tournoi (le)                     | Disk'O Coaster                    | Zamperla                 | Festyland                        | France              |
| Harry Potter and the Forbidden Journey | Parcours scénique / Robocoaster   | Kuka, Dynamic Structures | Universal's Islands of Adventure | États-Unis          |
| Holy Dragon Pagoda                     | Tower                             | Heege                    | China Dinosaurs Park             | Chine               |
| Inferis                                | Maison hantée                     |                          | Gardaland                        | Italie              |
| Jet Tower                              | Combo Tower                       | S&S Arrow                | China Dinosaurs Park             | Chine               |
| Jolly Rocker                           | Bateau à bascule                  | Huss Rides               | Legoland Windsor                 | Royaume-Uni         |
| Jungle Splash                          | Shoot the Chute / Spillwater      | Intamin                  | Etnaland                         | Italie              |
| Jurassic Park Rapids Adventure         | Rivière rapide en bouées          |                          | Universal Studios Singapore      | Singapour           |
| K3 Slingermolen                        | Chaises volantes                  |                          | Plopsa Indoor Coevorden          | Pays-Bas            |
| King Julien's Beach Party-Go-Round     | Carrousel                         |                          | Universal Studios Singapore      | Singapour           |
| King Kong                              | King Kong                         | Huss Rides               | China Dinosaurs Park             | Chine               |
| Knall & Fall                           | Tour de chute                     | ABC Rides                | Taunus Wunderland                | Allemagne           |
| Kobra                                  | Disk'O Coaster                    | Zamperla                 | Chessington World of Adventures  | Royaume-Uni         |
| Lustige Papagei (der)                  | Crazy Bus                         | Zamperla                 | Phantasialand                    | Allemagne           |
| Magic Potion Spin                      | Grande roue pour enfants          |                          | Universal Studios Singapore      | Singapour           |
| Mega Mindy Flyer                       | Star Flyer                        | Funtime                  | Plopsa Coo                       | Belgique            |
| Navío Barbarroja                       | Bateau à bascule                  | SBF Visa Group           | Isla Mágica                      | Espagne             |
| Odyssée botanique                      | Balade en barque / free flow boat | Mack Rides               | Terra Botanica                   | France              |
| Oktopus                                | Adventure Ride                    | Moser's Rides            | Prater de Vienne                 | Autriche            |
| Papea Flume                            | Bûches                            | Reverchon Industries     | Papéa Parc                       | France              |
| Pirate's Plunder                       | Cinémaction                       | Alterface                | Parc du Bocasse                  | France              |
| Praterturm                             | Star Flyer                        | Funtime                  | Prater de Vienne                 | Autriche            |
| Rævens Hule                            | Palais du rire                    | Clostermann Design       | Fårup Sommerland                 | Danemark            |
| Remix 11                               | Extreme Orbiter                   | Tivoli                   | Botton's Pleasure Beach          | Royaume-Uni         |
| Sablen                                 | Tilt Tower                        | ABC Engineering          | Djurs Sommerland                 | Danemark            |
| Saw Live Horror Maze                   | Walkthrough                       |                          | Thorpe Park                      | Royaume-Uni         |
| Scorpios                               | Bateau à bascule                  | Metallbau Emmeln         | Toverland                        | Pays-Bas            |
| Sea Storm Ride                         | Sea Storm Ride                    |                          | OCT East                         | Chine               |
| Shocking Tower                         | Tour de chute                     | Moser's Rides            | Cavallino Matto                  | Italie              |
| Shoot the Rapids                       | Bûches                            | Intamin                  | Cedar Point                      | États-Unis          |
| Sky Rafting                            | Rafting                           | ABC Engineering          | Skyline Park                     | Allemagne           |
| Star Dancer renommé Draaikolk en 2011. | Breakdance                        |                          | Drievliet                        | Pays-Bas            |
| Star Flyer                             | Star Flyer                        | Funtime                  | Parque de Atracciones de Madrid  | Espagne             |
| Surcouf (le)                           | Bateau à bascule                  | Metallbau Emmeln         | Cobac Parc                       | France              |
| Svend Svingarm                         | Giant Discovery                   | Zamperla                 | BonbonLand                       | Danemark            |
| Sving Gyngerne                         | Chaises volantes                  |                          | Tivoli Friheden                  | Danemark            |
| Taiwan Formosa                         | Flying theater                    | Brogent Technologies     | E-DA Theme Park                  | Taïwan              |
| Templet                                | Parcours scénique interactif      | Sally Corporation        | Legoland Billund                 | Danemark            |
| Tom & Huck's RiverBlast                | Splash Battle                     | Mack Rides               | Silver Dollar City               | États-Unis          |
| ToPiLauLa Schlacht                     | Splash Battle                     | Mack Rides               | Heide Park                       | Allemagne           |
| Tour du Gué (la)                       | Tour d'observation                | Metallbau Emmeln         | Cobac Parc                       | France              |
| Toy Story Mission Parachute            | Paratower                         | Intamin                  | Parc Walt Disney Studios         | France              |
| Treasure Hunters                       | Parcours de voitures              |                          | Universal Studios Singapore      | Singapour           |
| Vliegende Fietsen (de)                 | Magic Bikes                       | Zamperla                 | Plopsa Indoor Coevorden          | Pays-Bas            |
| Vuurtoren (de)                         | Mini tour de chute                | Zierer                   | Plopsa Indoor Coevorden          | Pays-Bas            |
| Whale Adventures – Splash Tours        | Splash Battle                     | Mack Rides               | Europa-Park                      | Allemagne           |
| Woeste Zee (de)                        | Kontiki                           | Zierer                   | Plopsa Indoor Coevorden          | Pays-Bas            |
| Wolke's Luftpost                       | Magic Bikes                       | Zamperla                 | Phantasialand                    | Allemagne           |
| Würmling Express                       | Monorail                          | Preston & Barbieri       | Phantasialand                    | Allemagne           |
| Zambeze                                | Bûches                            | Reverchon Industries     | Bracalandia                      | Portugal            |
| Zigzag Tour                            | Music Express                     | Intamin                  | Parc Walt Disney Studios         | France              |

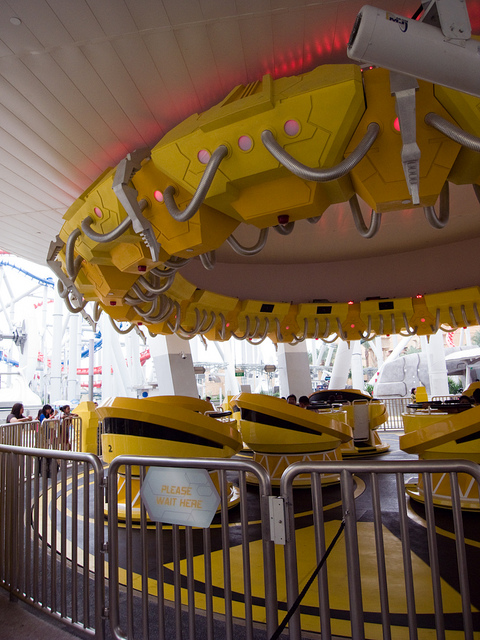
Accelerator à Universal Studios Singapore
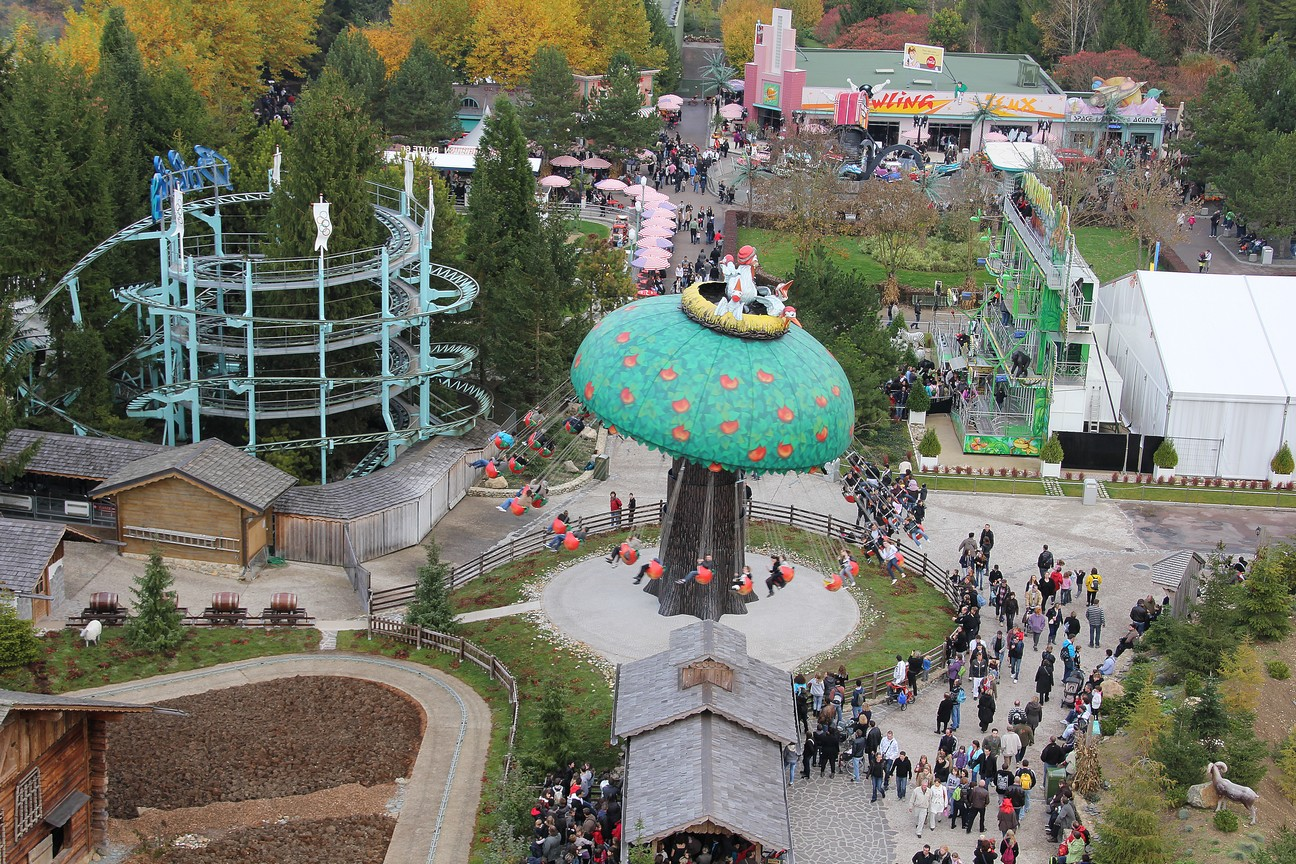
Apple Flight à Nigloland
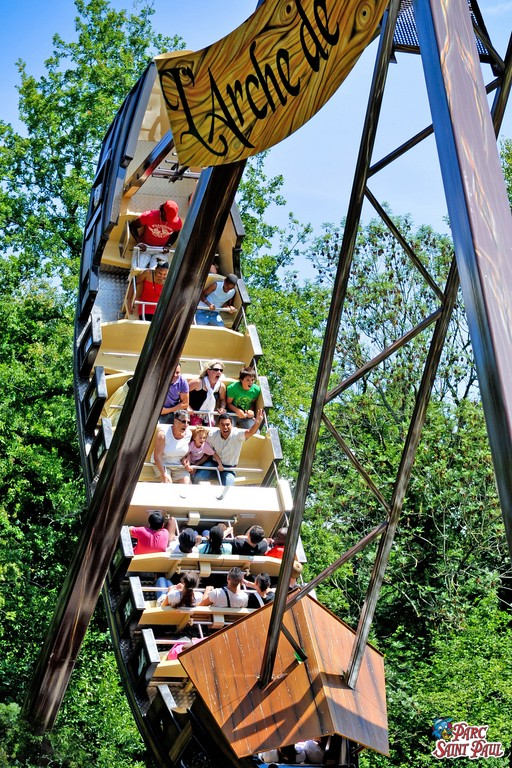
L'Arche de Noé au parc Saint-Paul
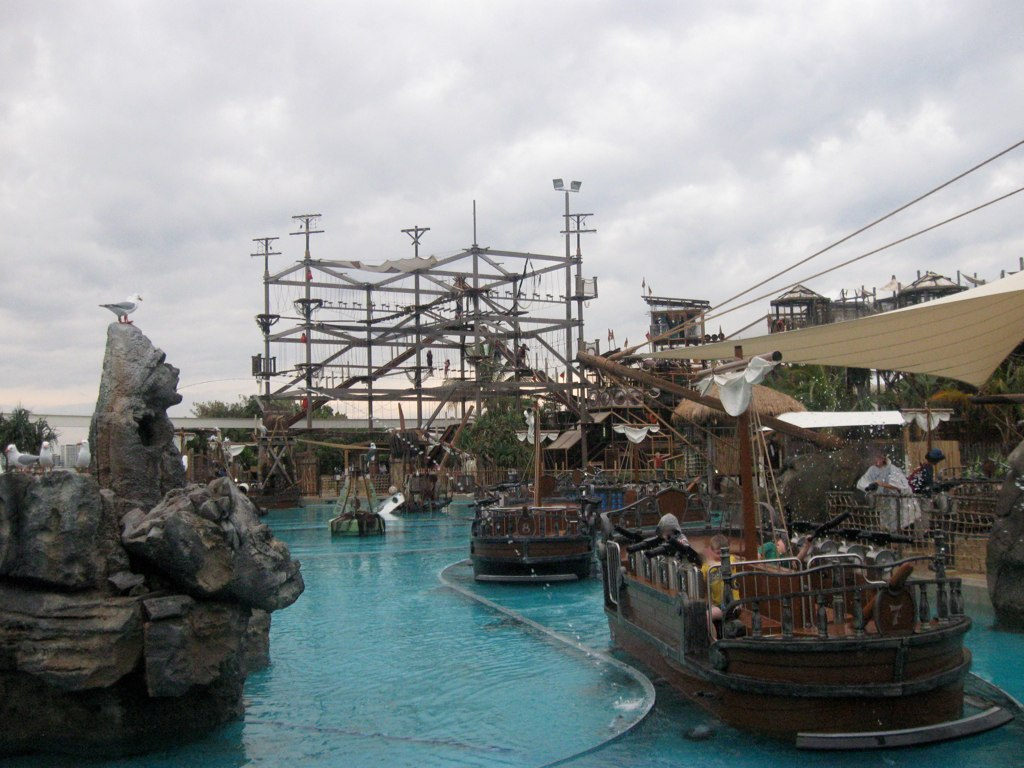
Battle Boats à Sea World
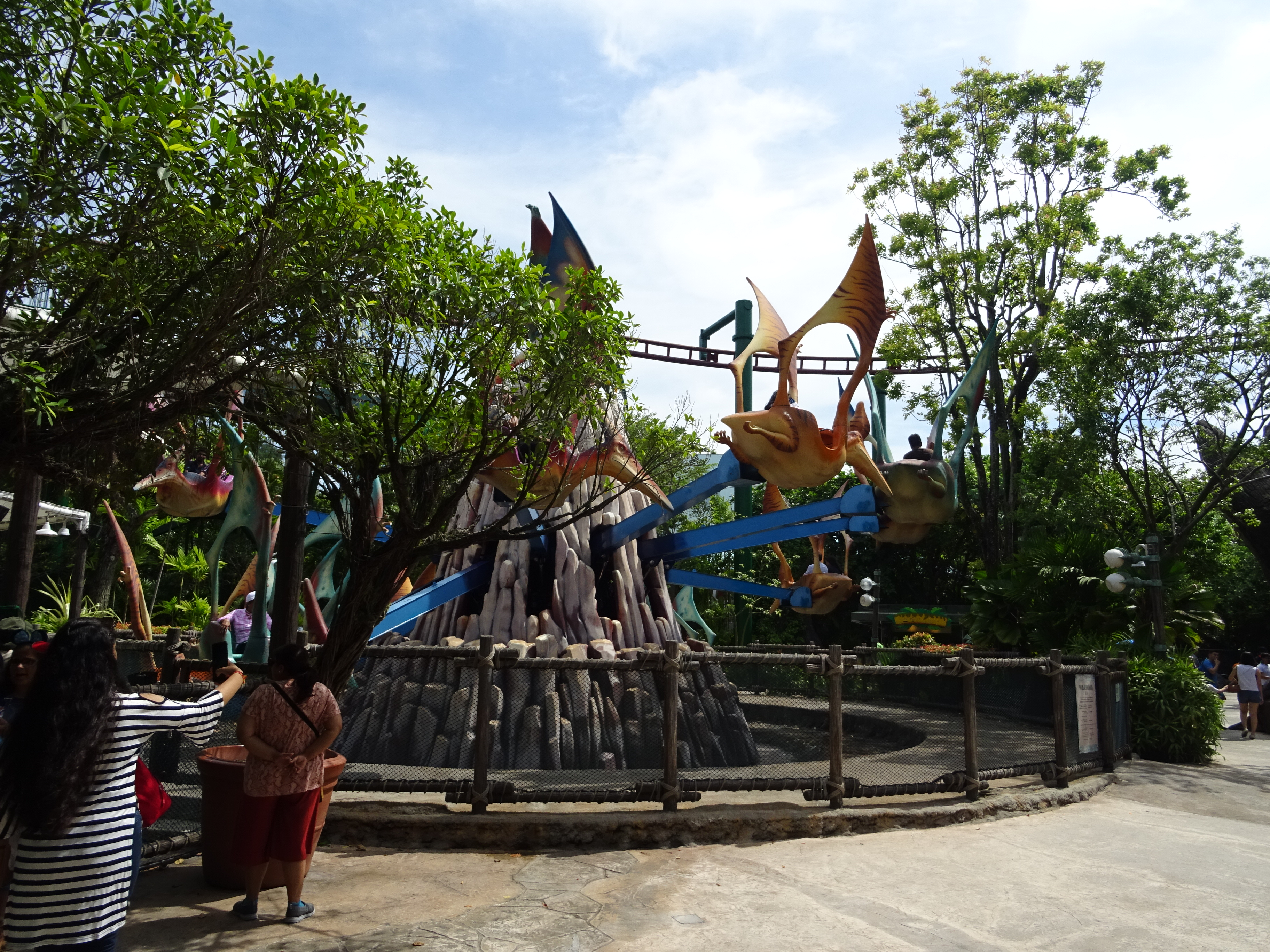
Dino Soarin à Universal Studios Singapore
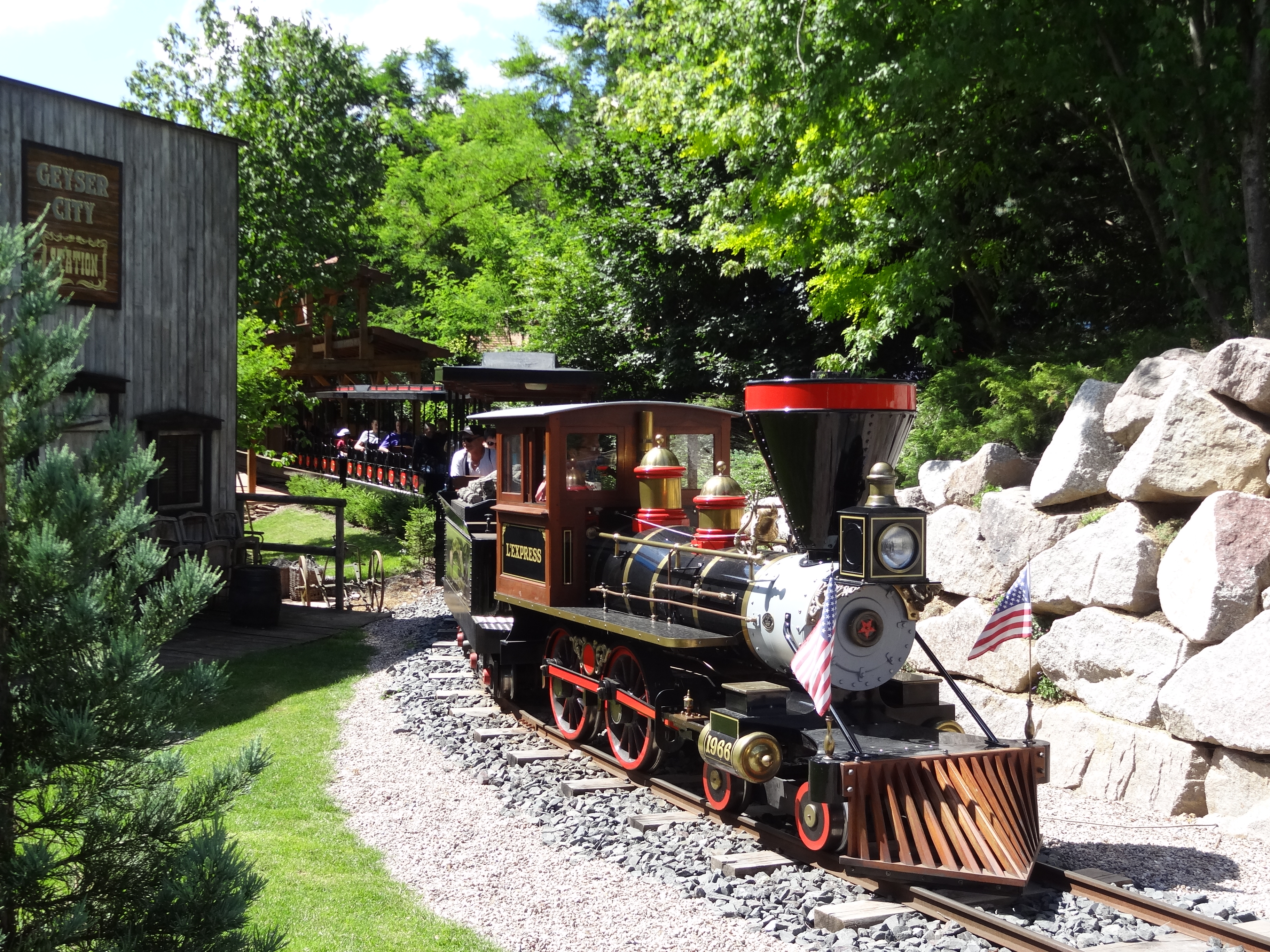
L'Express à Fraispertuis-City
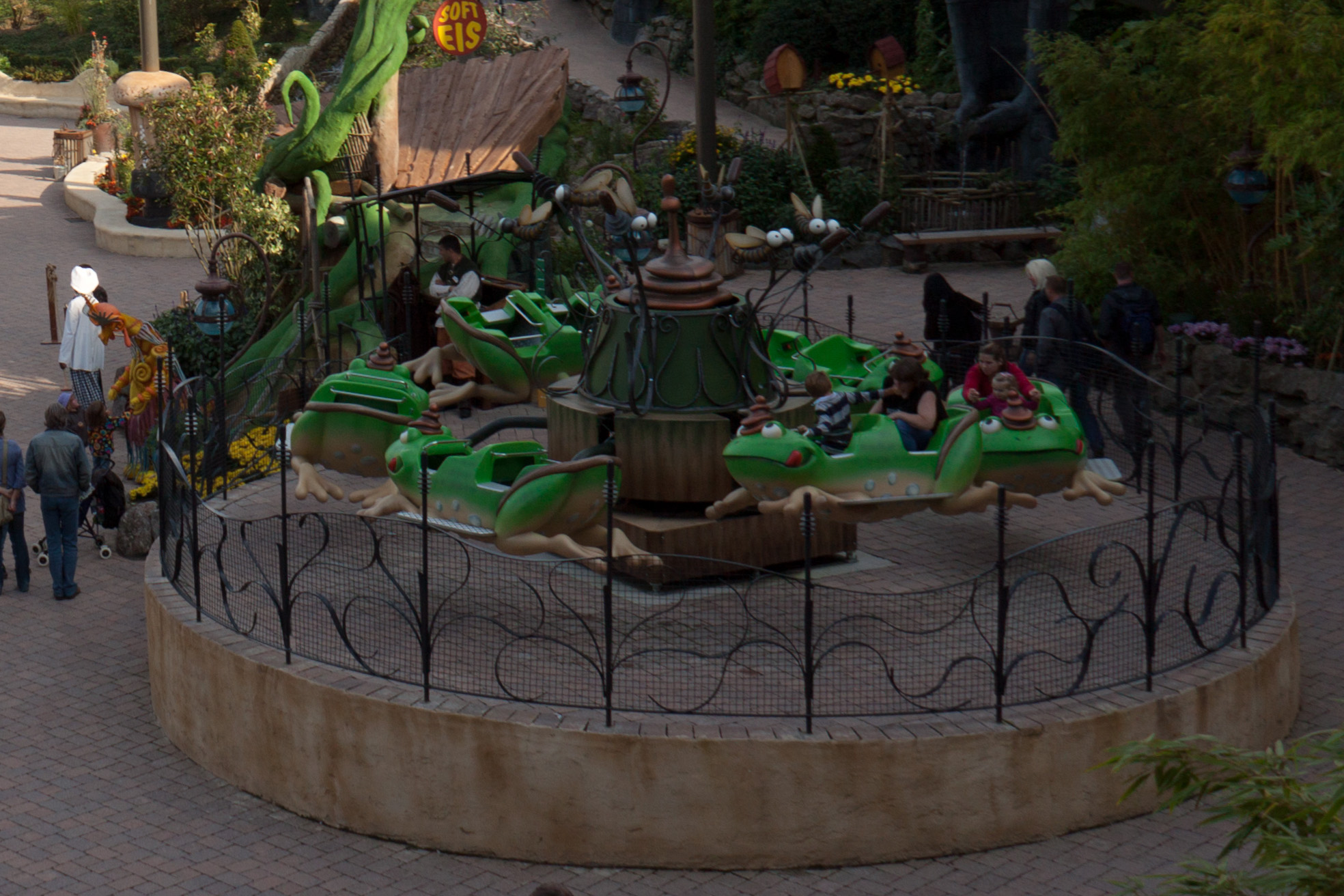
Fröhliche Bienchenjagd à Phantasialand
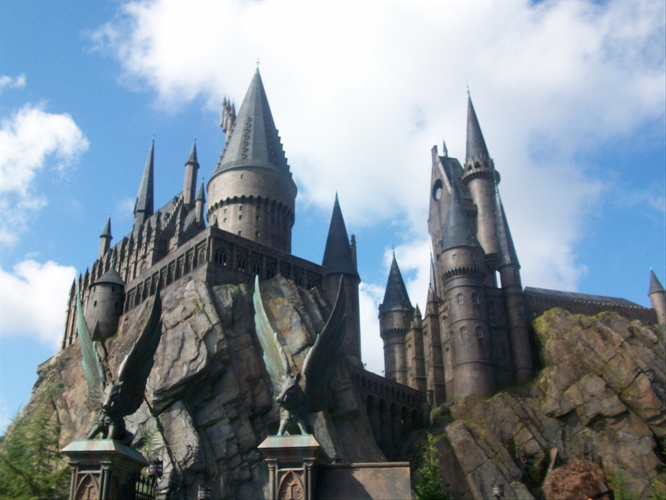
Réplique du château de Poudlard abritant Harry Potter and the Forbidden Journey
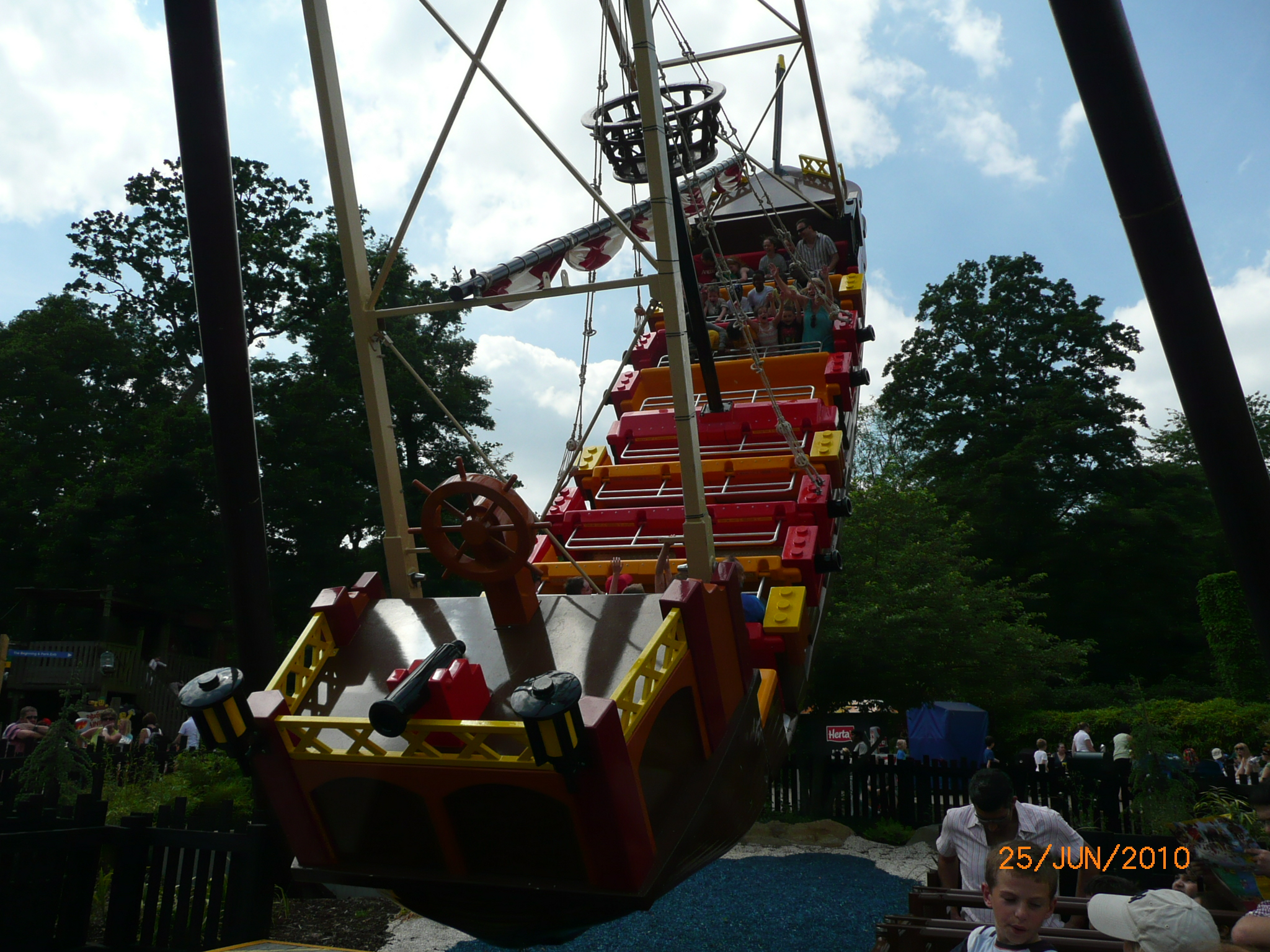
Jolly Rocker à Legoland Windsor
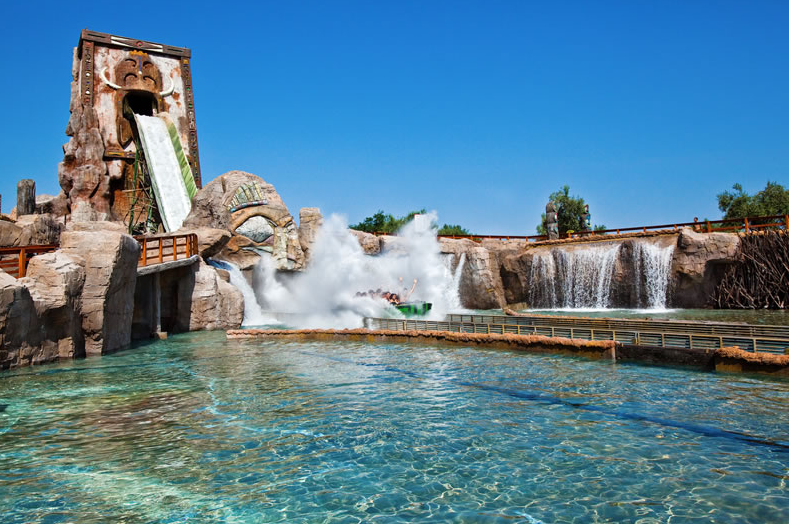
Jungle Splash à Etnaland
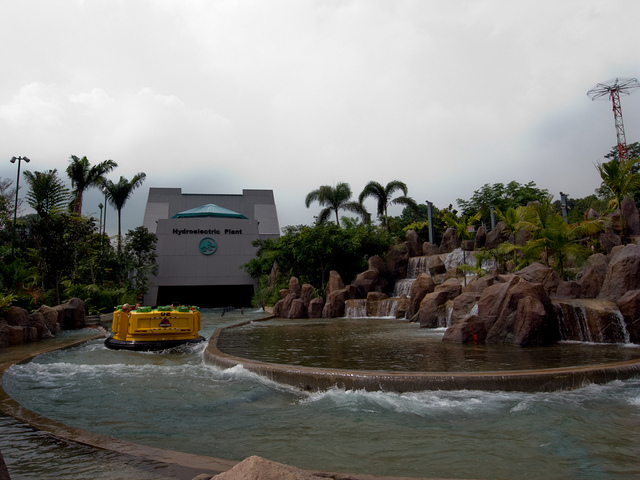
Jurassic Park Rapids Adventure à Universal Studios Singapore
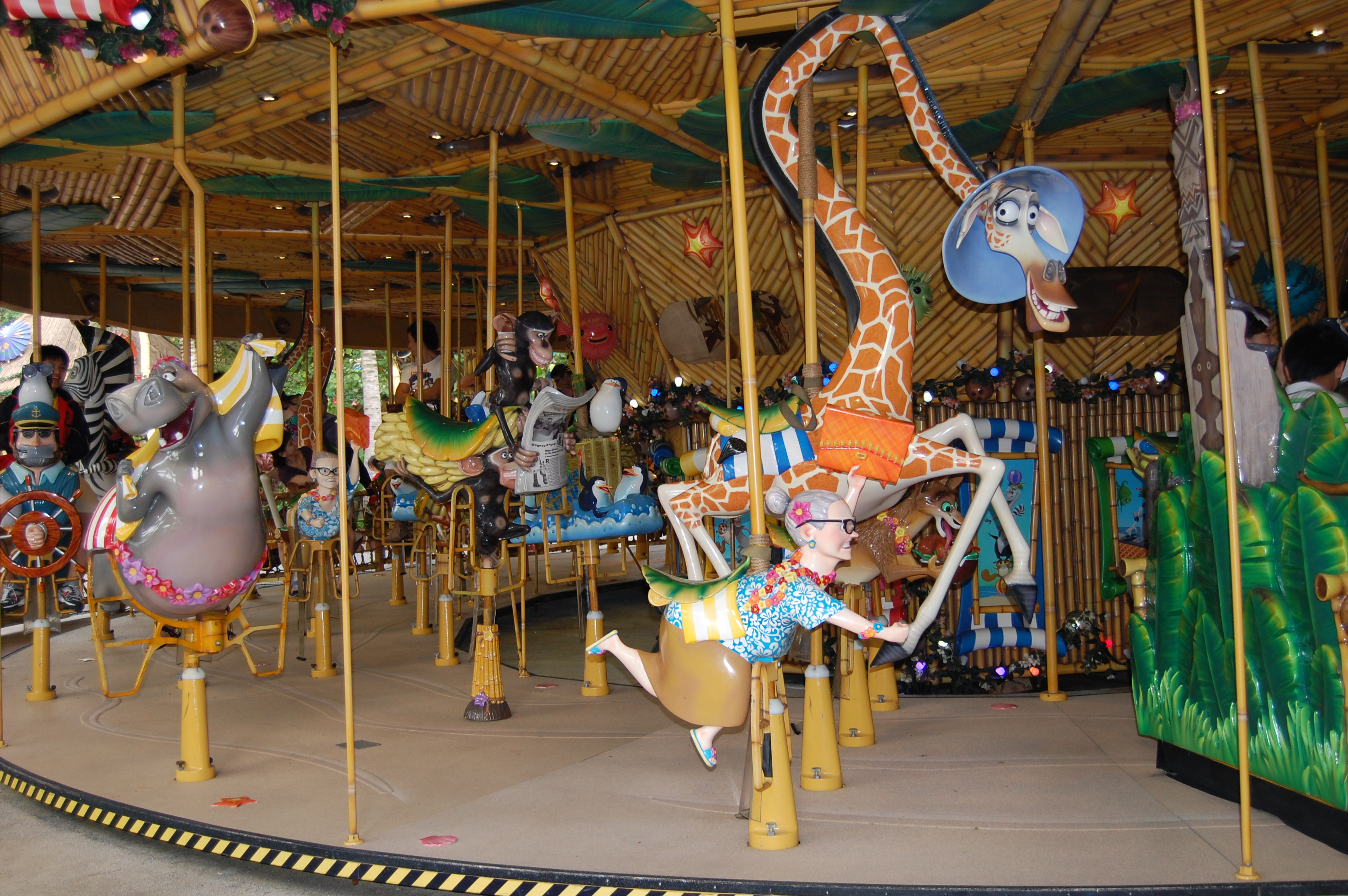
King Julien's Beach Party-Go-Round à Universal Studios Singapore
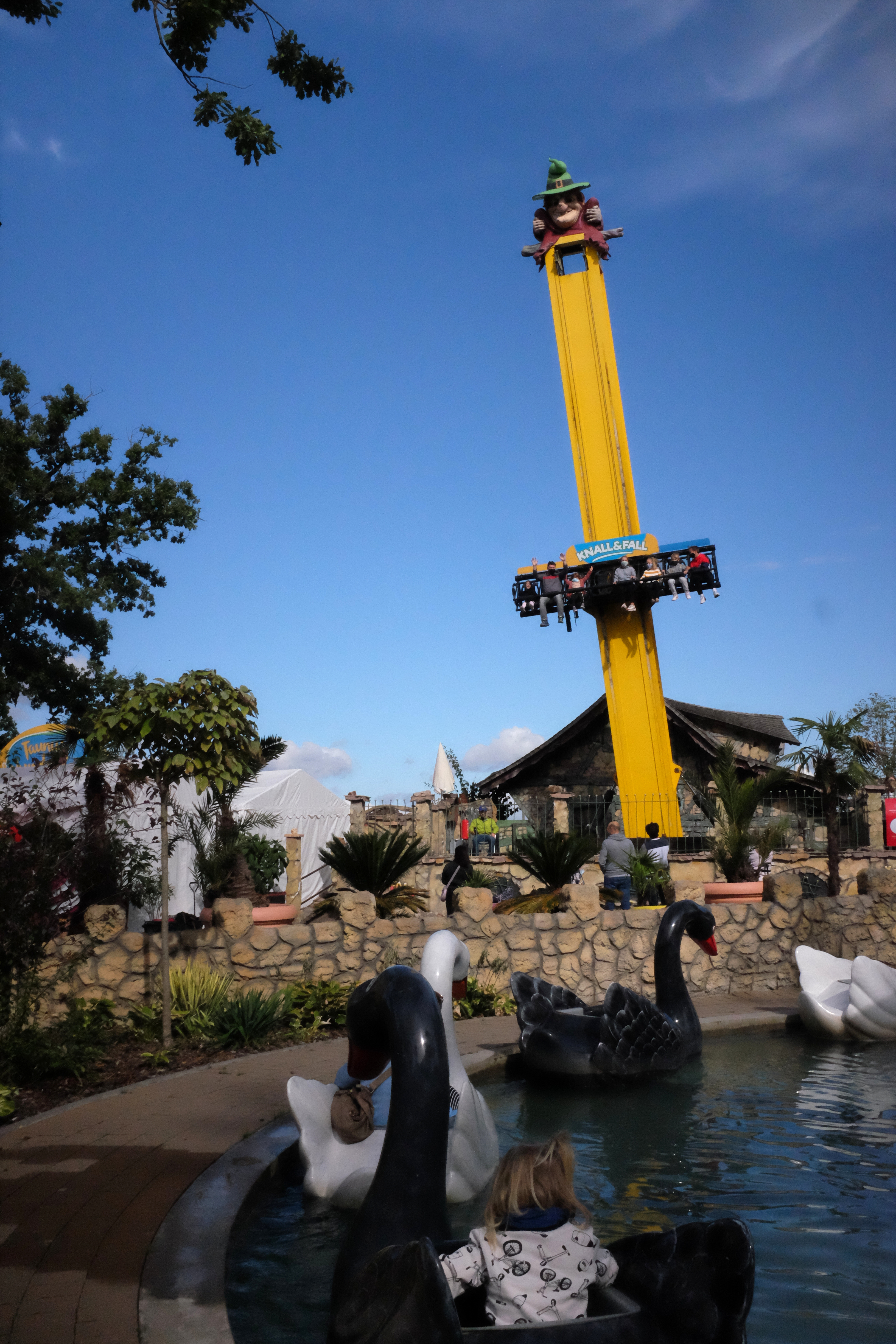
Knall & Fall à Taunus Wunderland
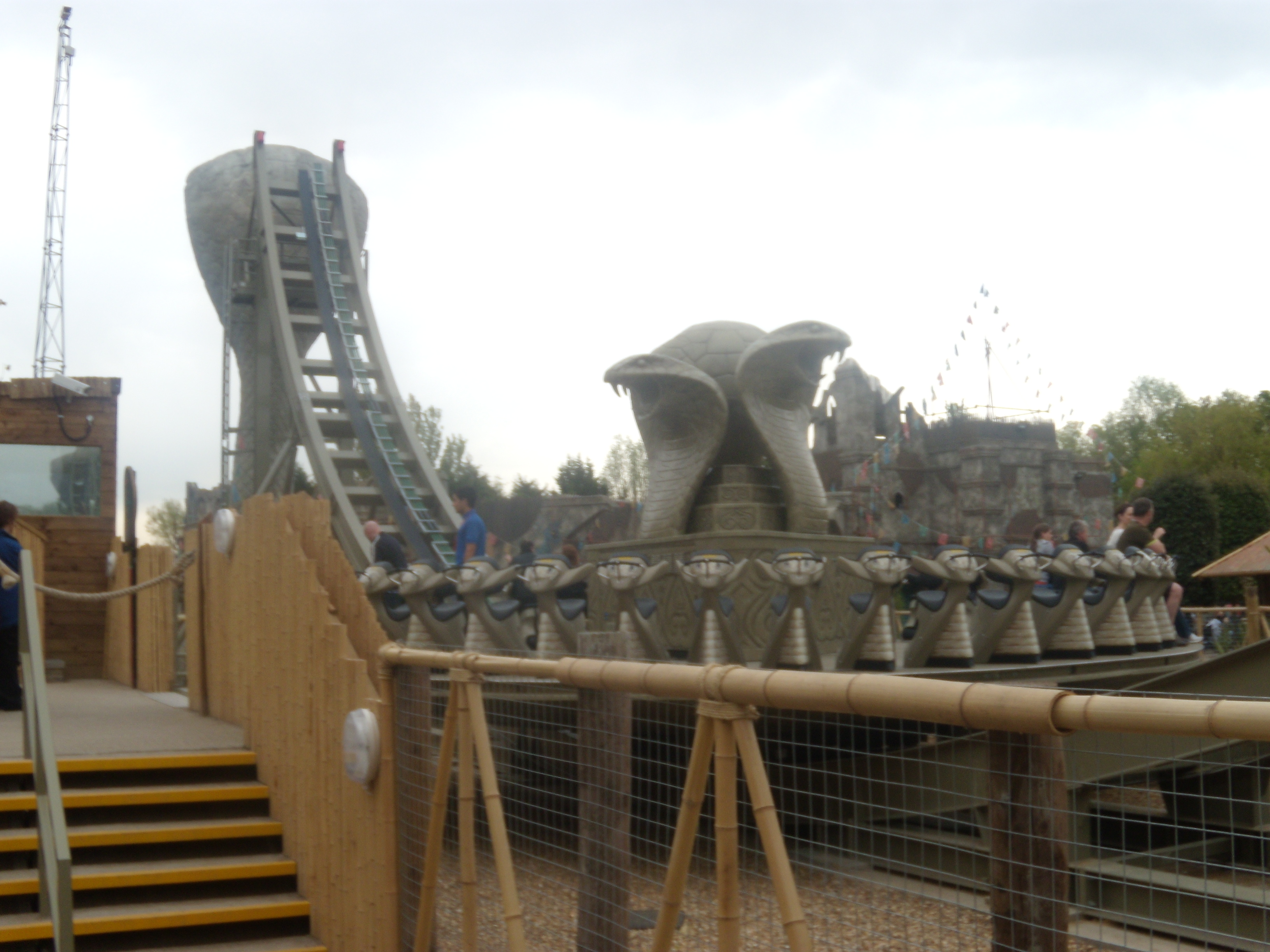
Kobra à Chessington World of Adventures
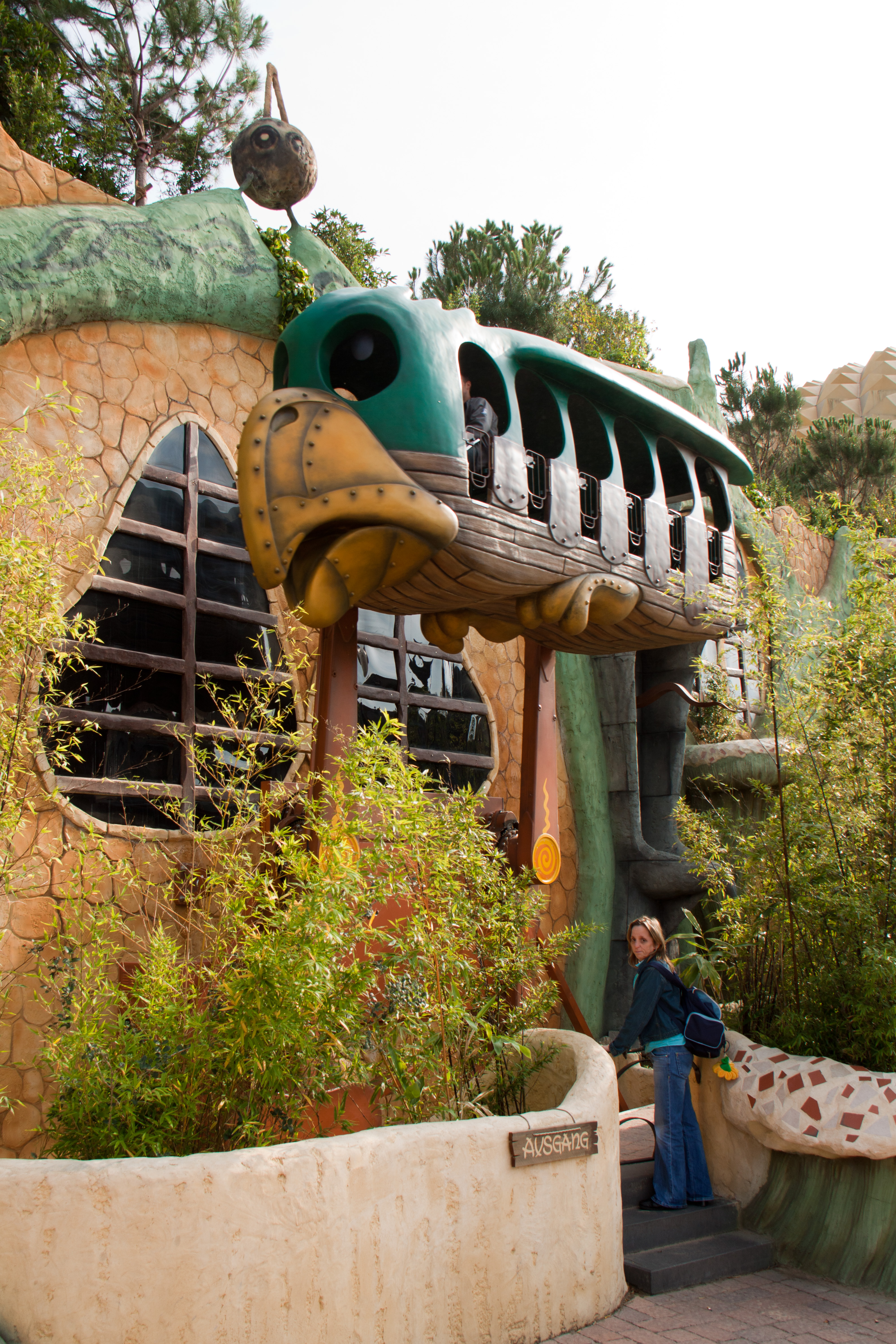
Lustige Papagei à Phantasialand
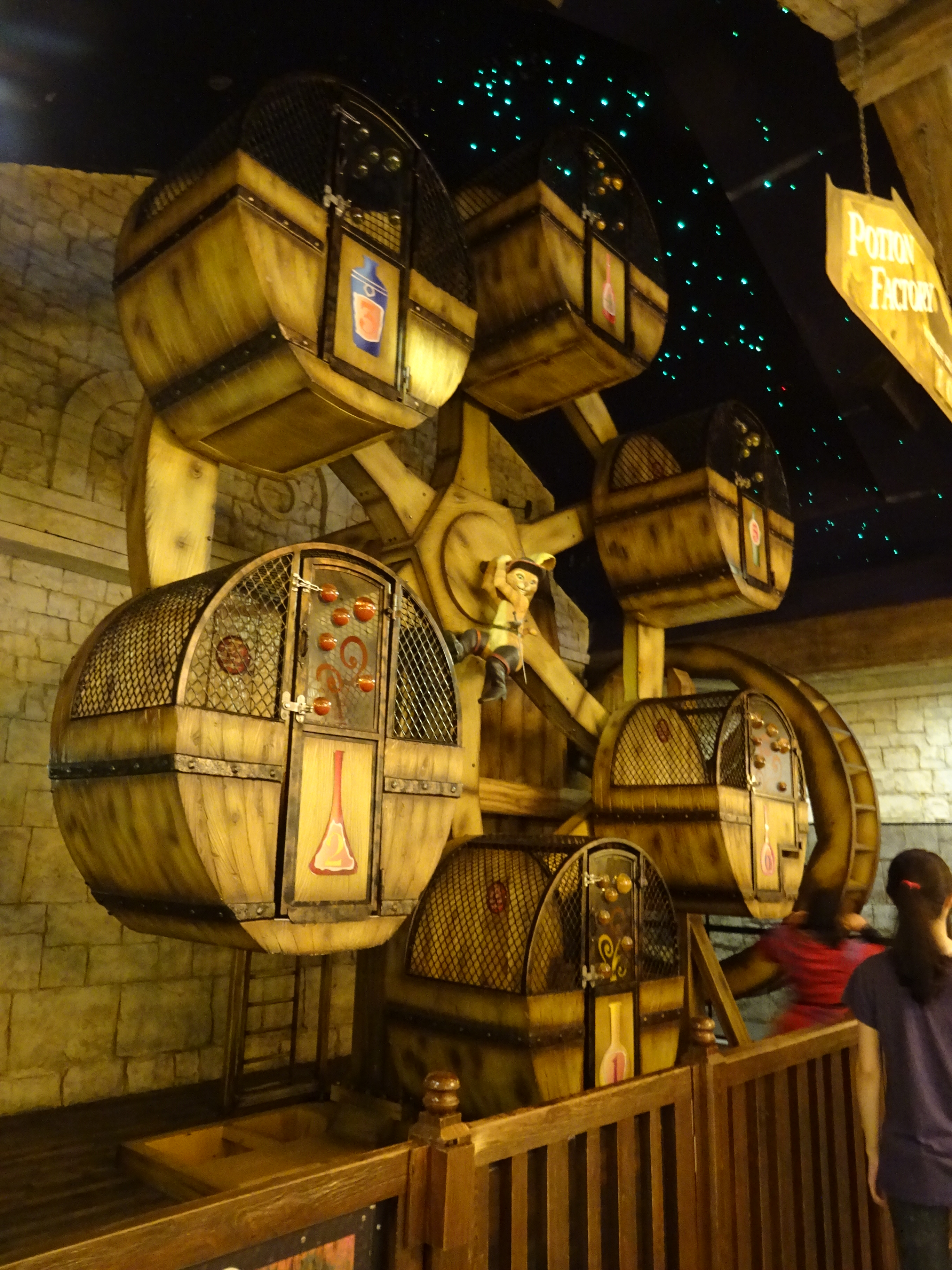
Magic Potion Spin à Universal Studios Singapore
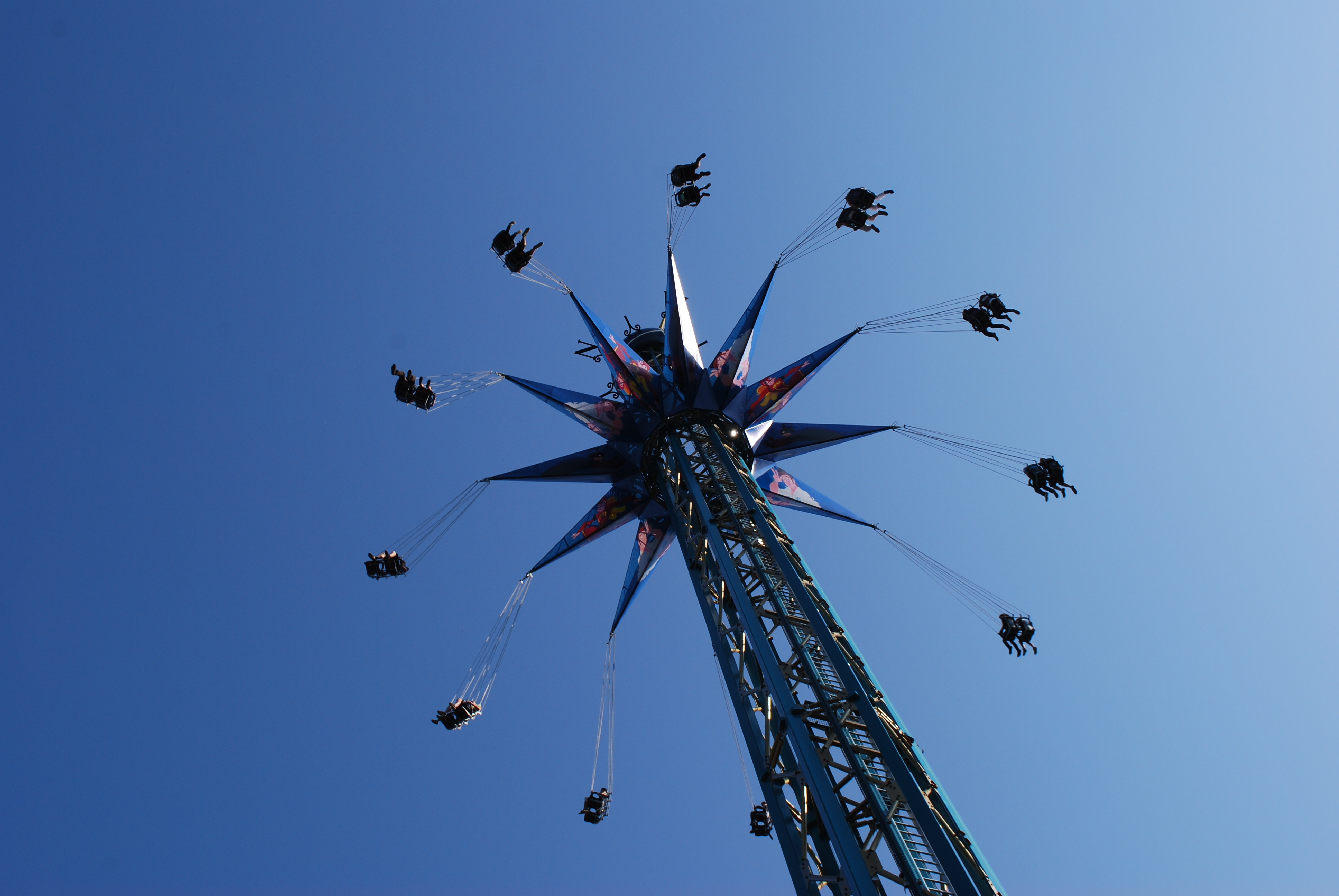
Mega Mindy Flyer à Plopsa Coo
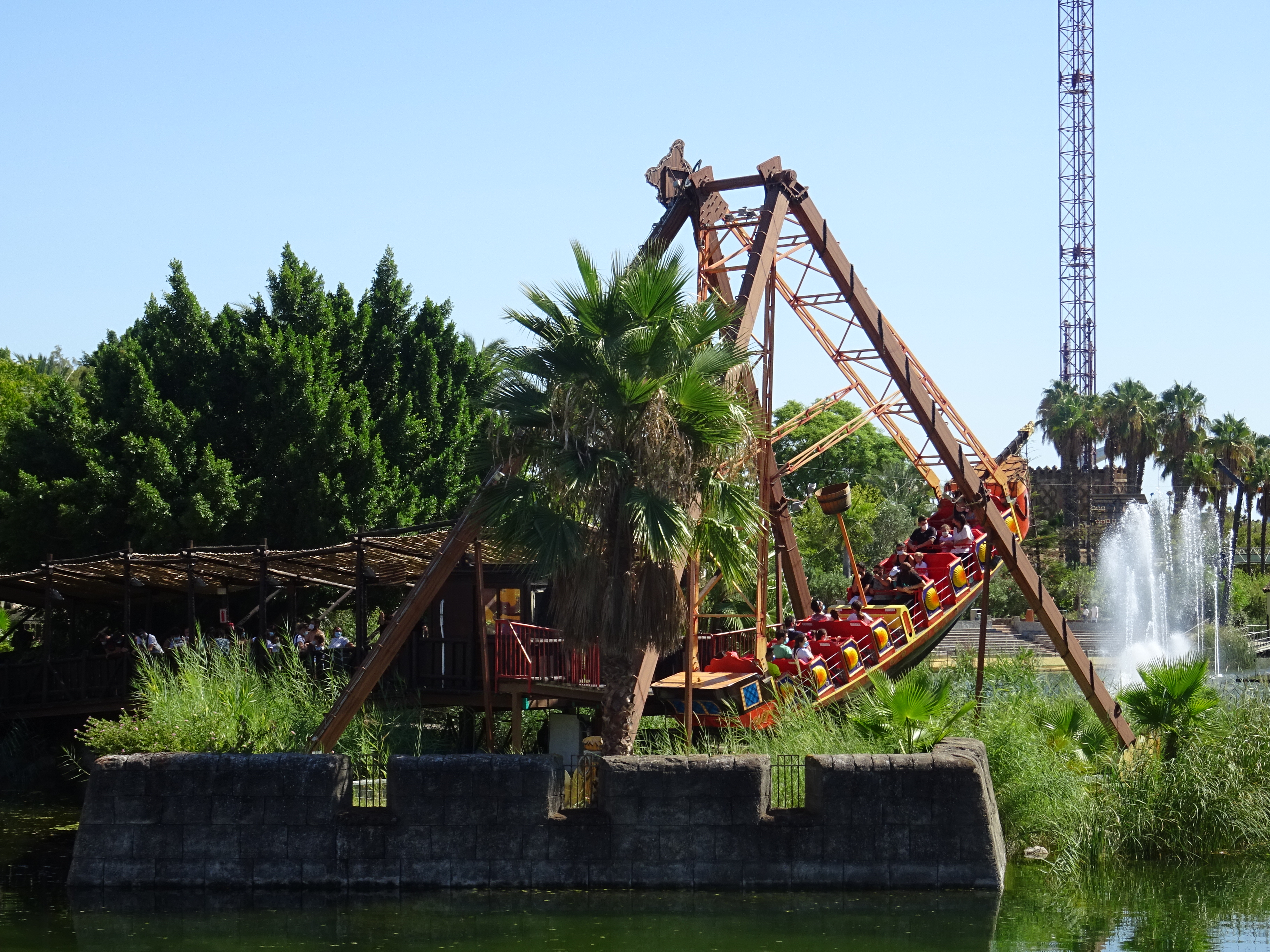
Navío Barbarroja à Isla Mágica
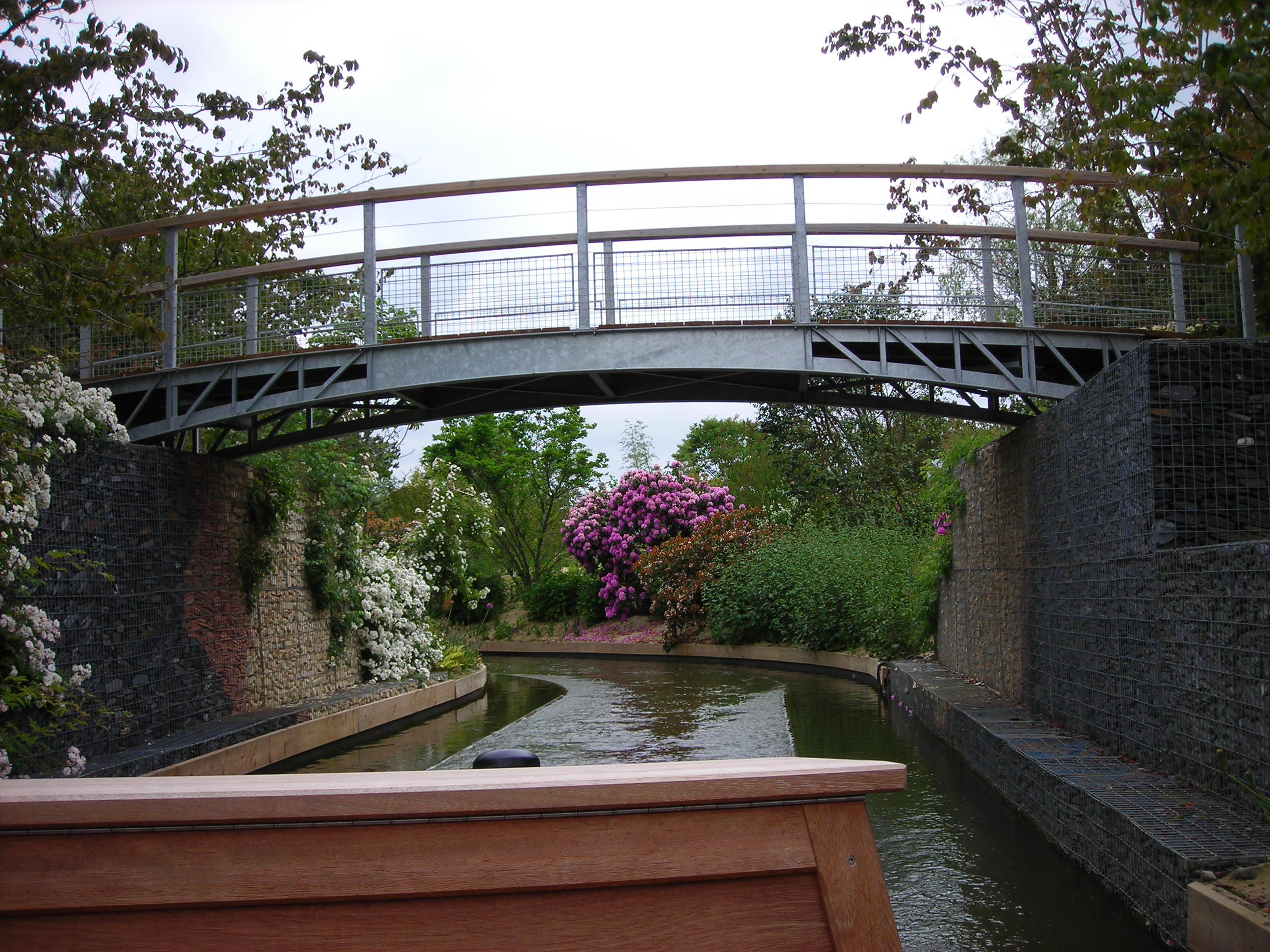
Odyssée botanique à Terra Botanica
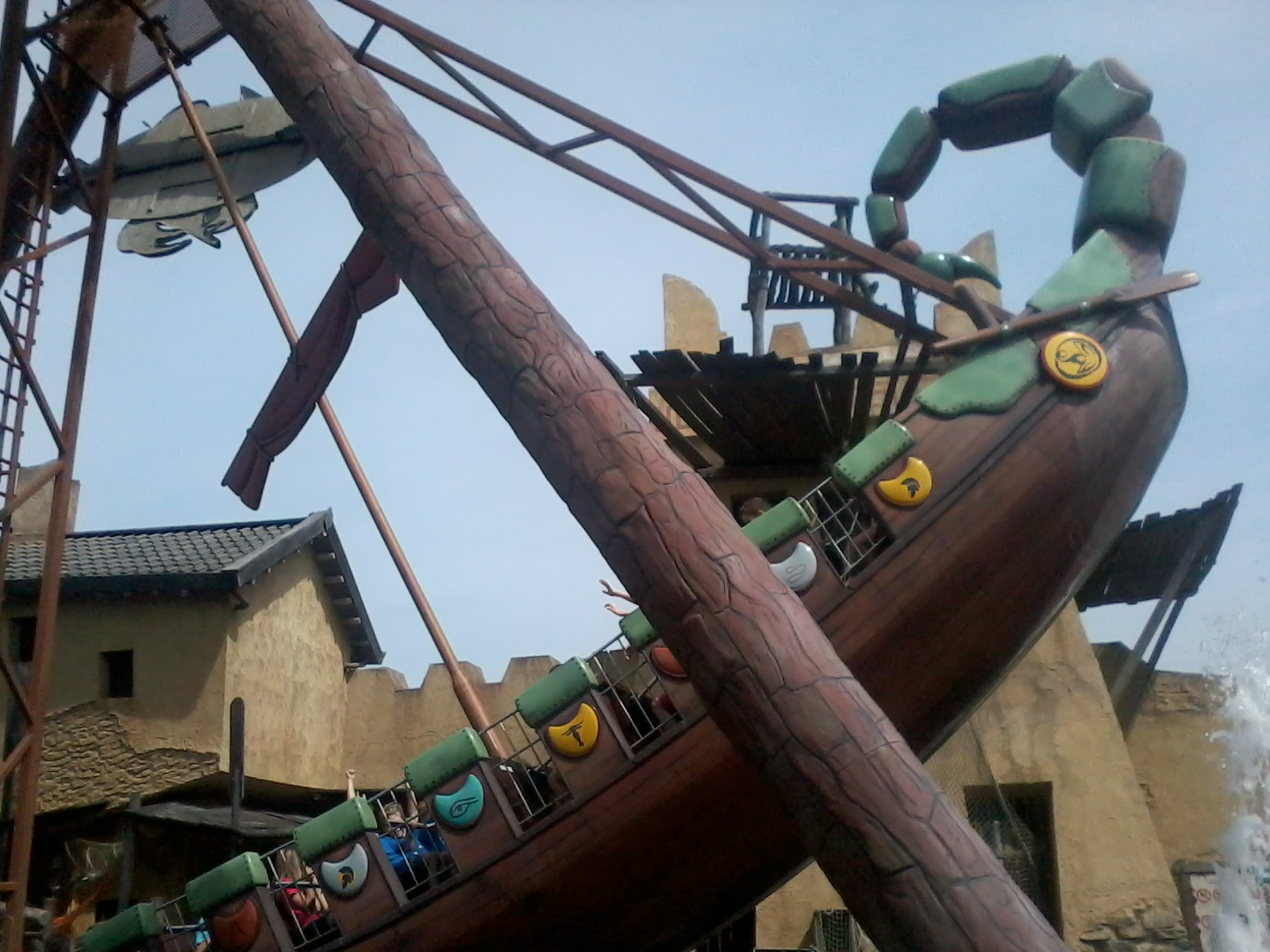
Scorpio à Toverland
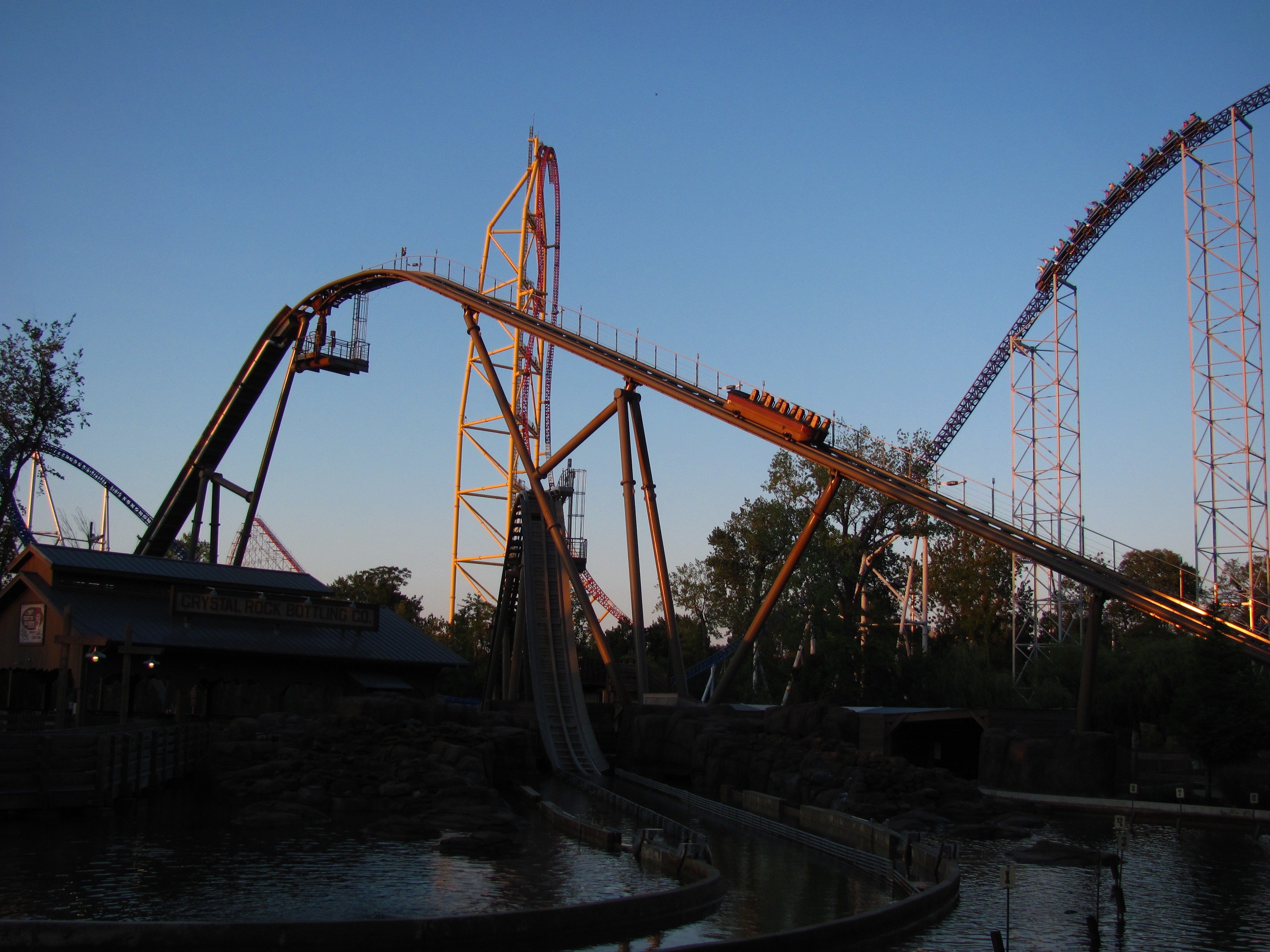
Shoot the Rapids à Cedar Point
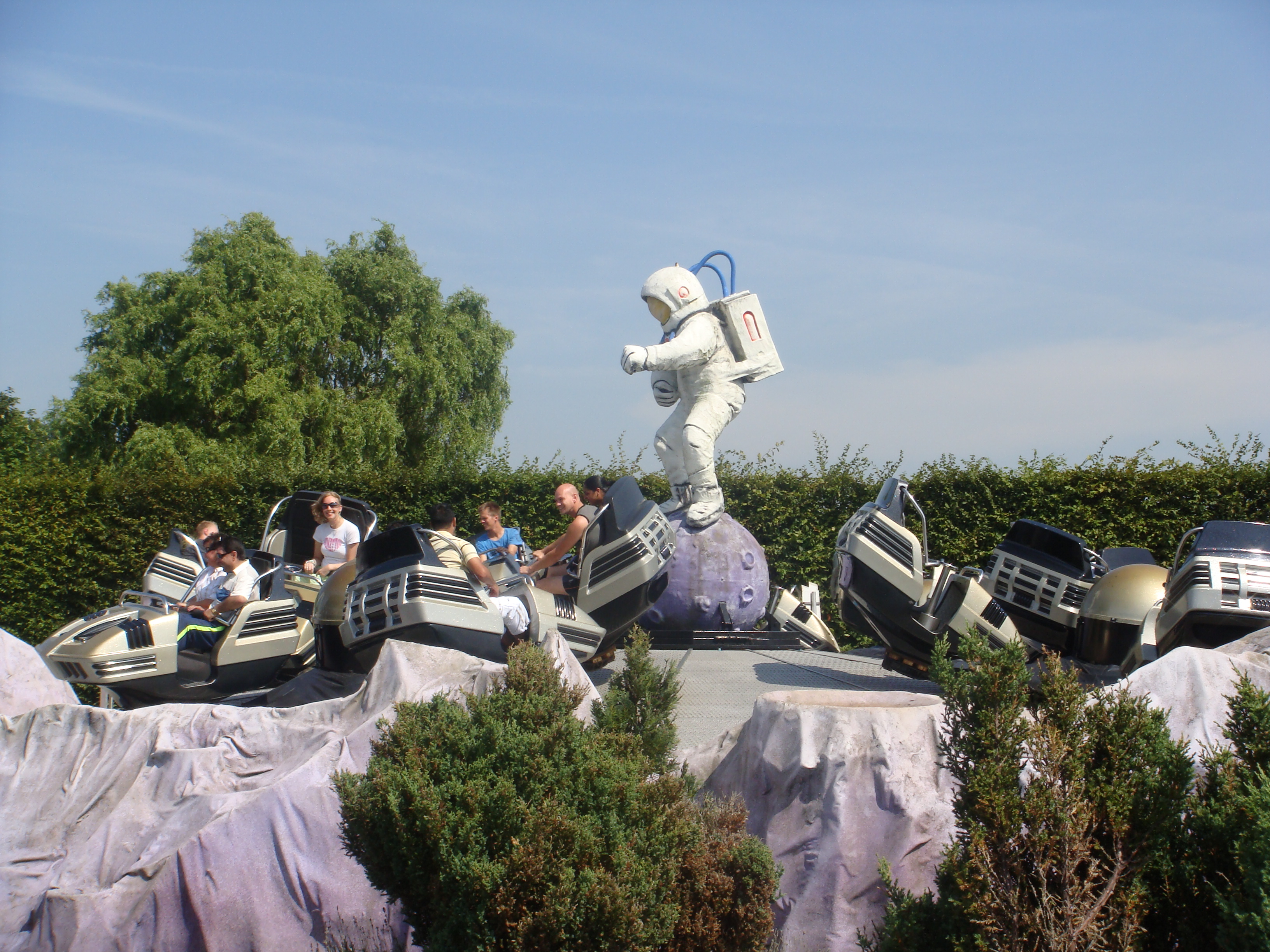
Star Dancer à Drievliet
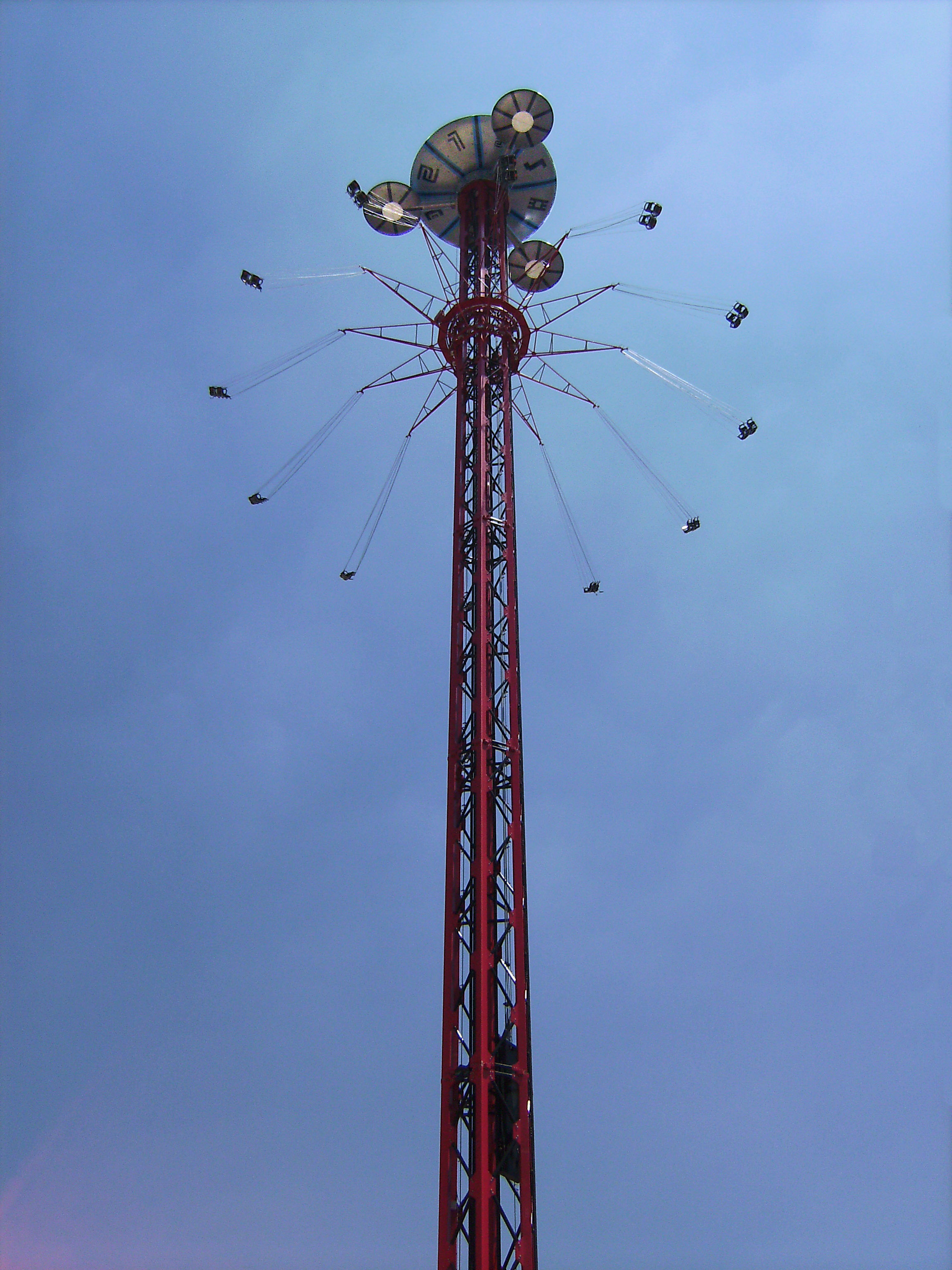
Star Flyer au Parque de Atracciones de Madrid
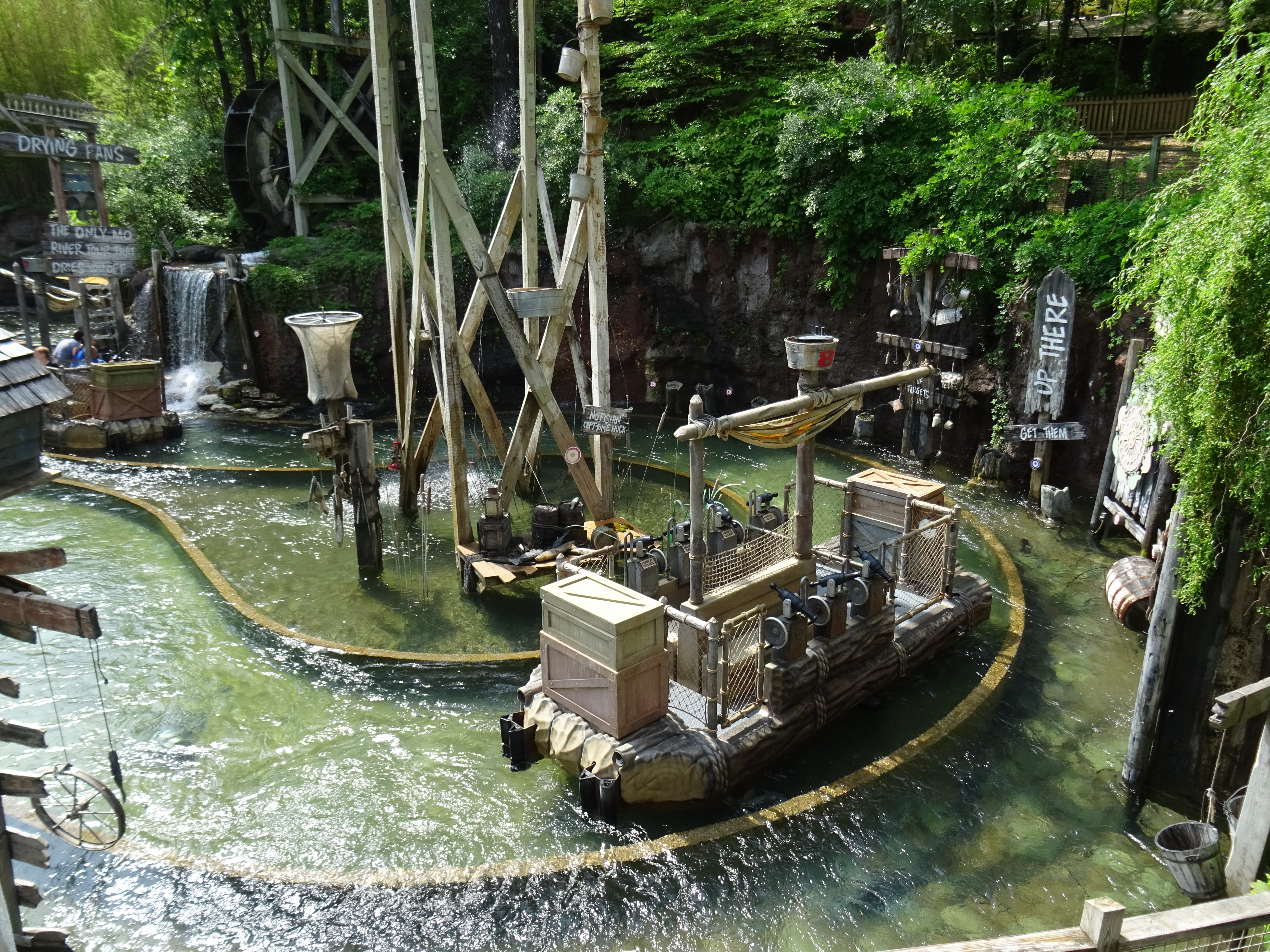
Tom & Huck's RiverBlast à Silver Dollar City
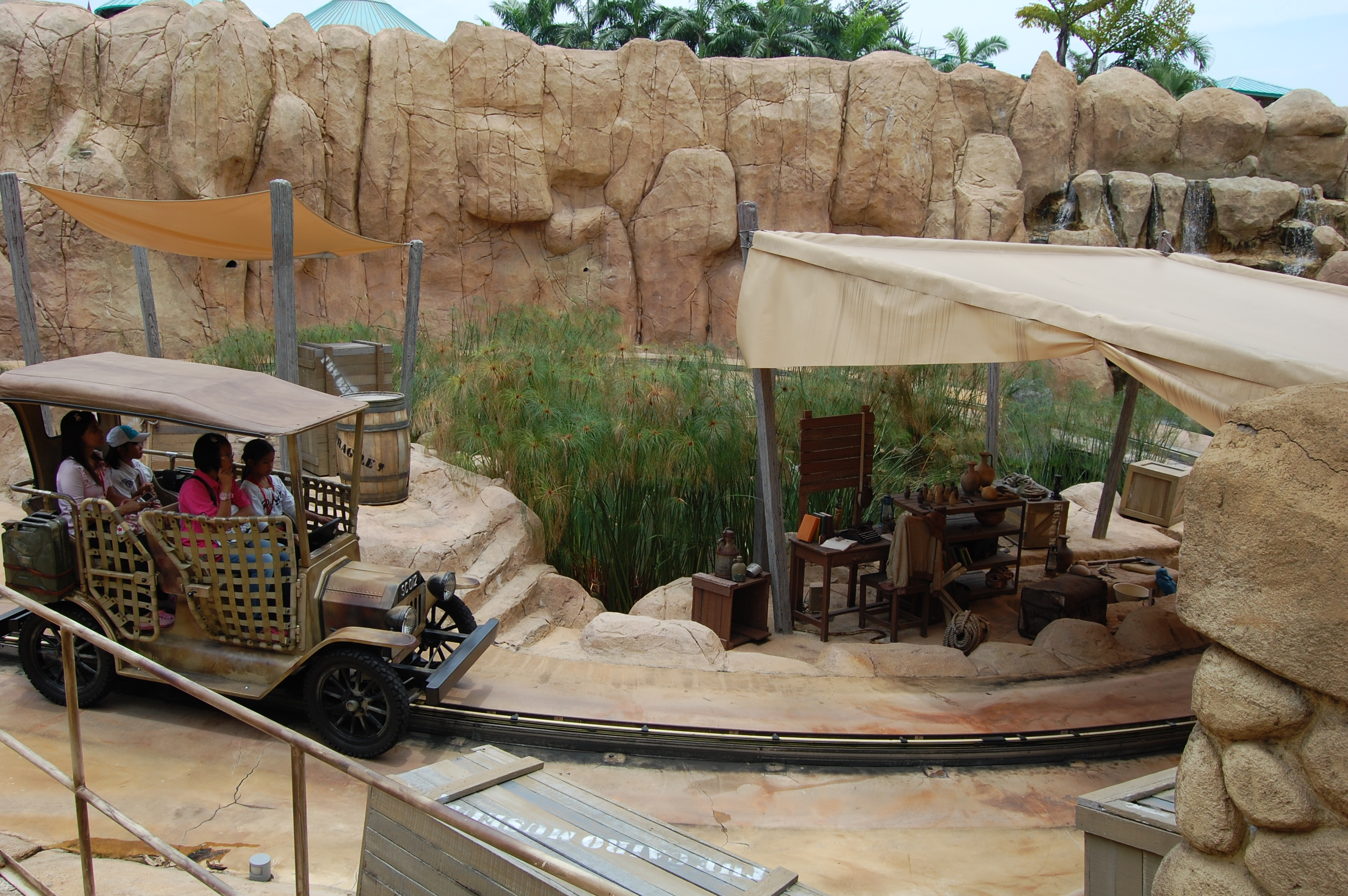
Treasure Hunters à Universal Studios Singapore
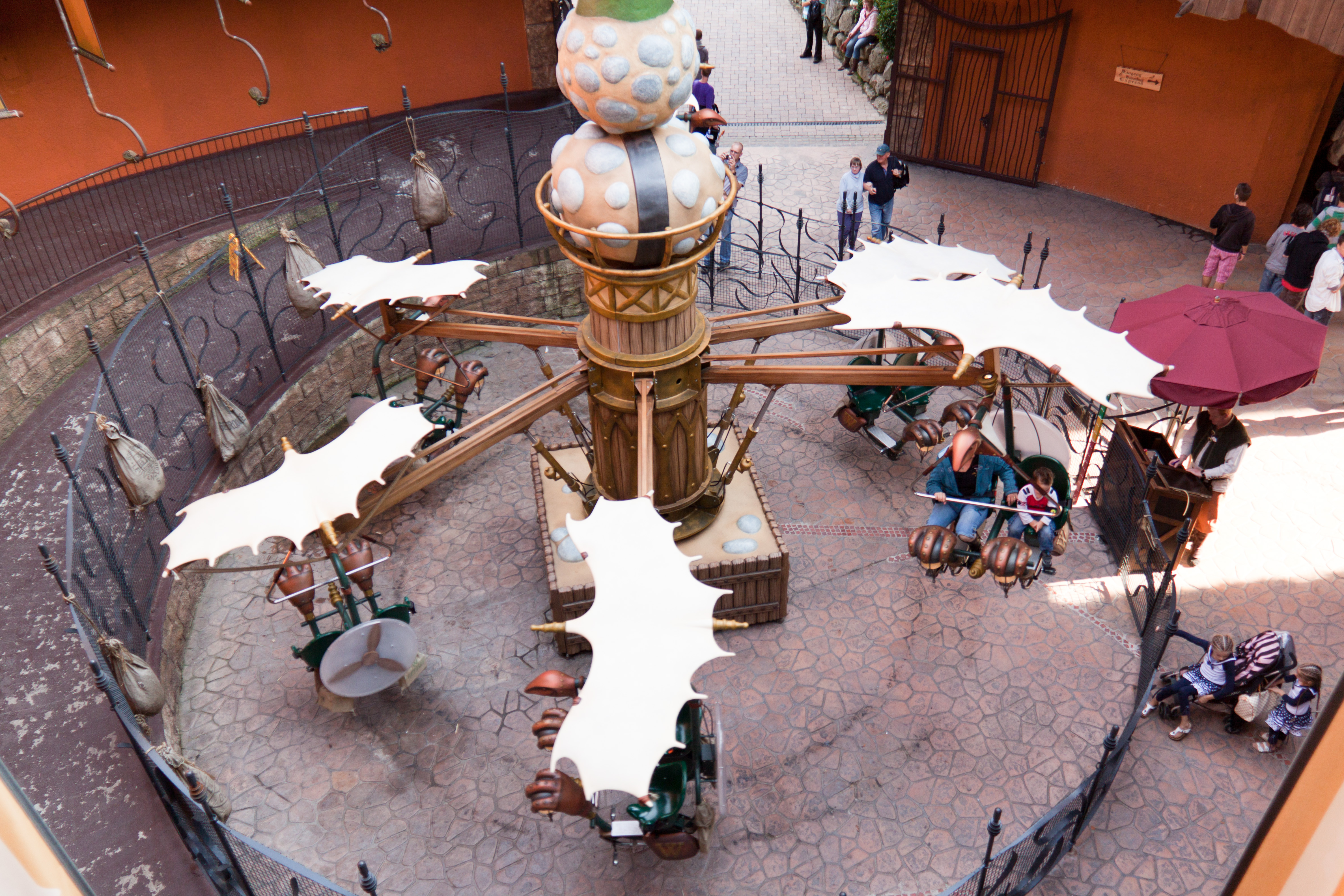
Wolke's Luftpost à Phantasialand
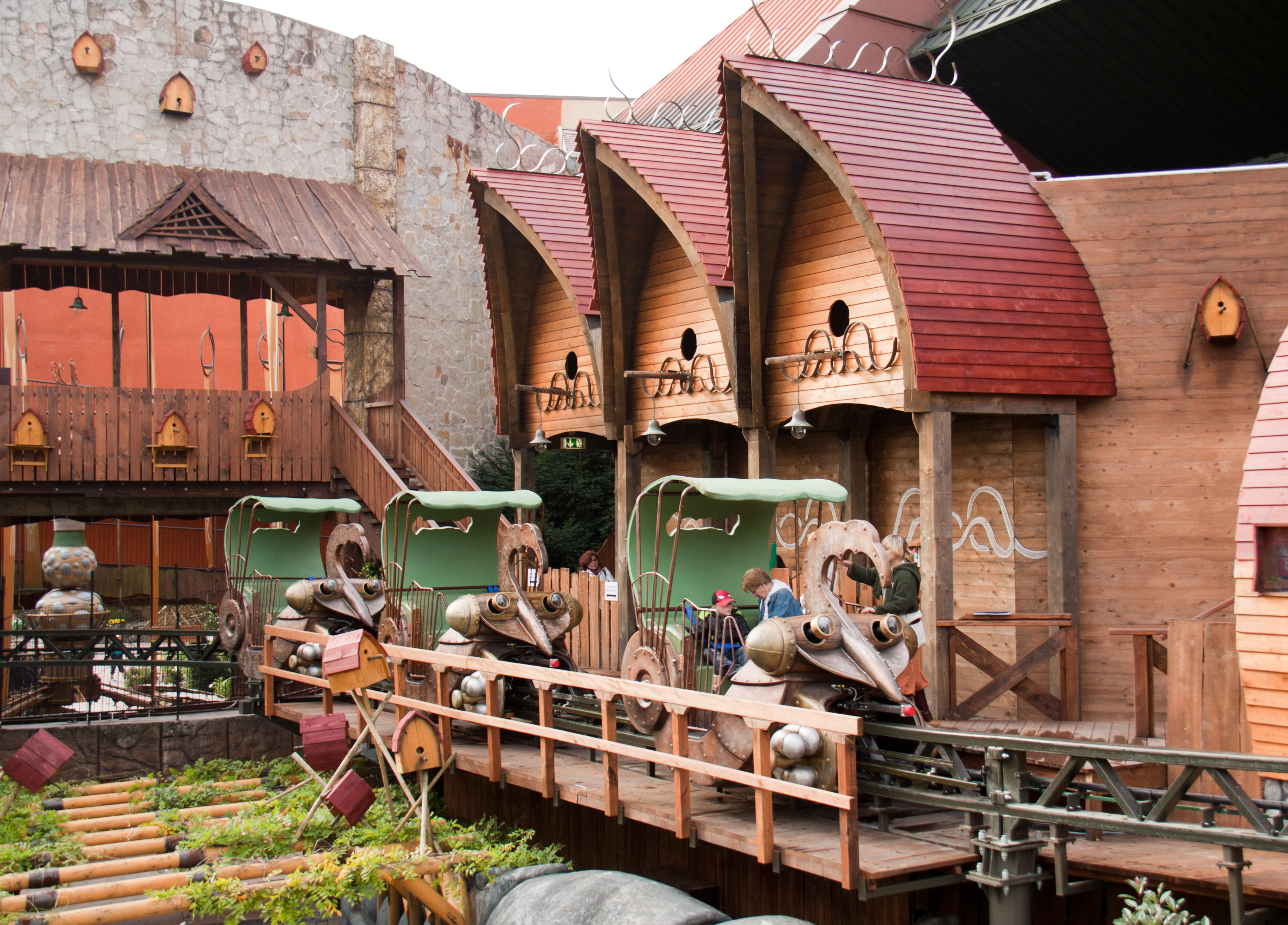
Würmling Express à Phantasialand
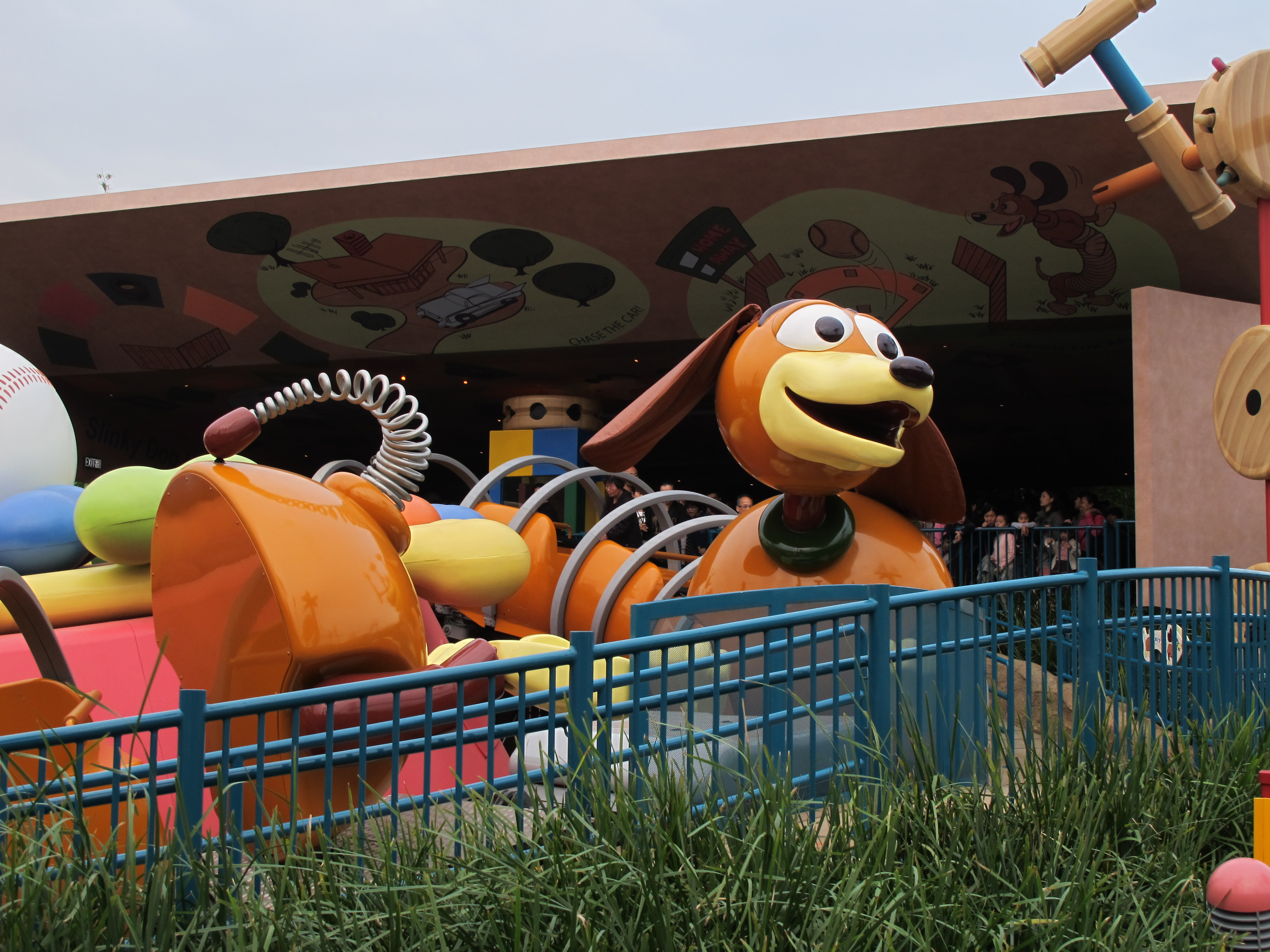
Zigzag Tour au parc Walt Disney Studios

#### Nouveau thème
| Nom                      | Type / Modèle                | Constructeur      | Parc                       | Pays       | Anciennement                        |
| ------------------------ | ---------------------------- | ----------------- | -------------------------- | ---------- | ----------------------------------- |
| Boo Blasters on Boo Hill | Parcours scénique interactif | Sally Corporation | Canada's Wonderland        | Canada     | Scooby-Doo's Haunted Mansion        |
| Boo Blasters on Boo Hill | Parcours scénique interactif | Sally Corporation | Carowinds                  | États-Unis | Scooby-Doo's Haunted Mansion        |
| Boo Blasters on Boo Hill | Parcours scénique interactif | Sally Corporation | Kings Dominion             | États-Unis | Scooby-Doo! and the Haunted Mansion |
| Boo Blasters on Boo Hill | Parcours scénique interactif | Sally Corporation | Kings Island               | États-Unis | Scooby-Doo and the Haunted Castle   |
| Haunted Castle           | Parcours scénique            |                   | Santa Cruz Beach Boardwalk | États-Unis | Haunted Castle                      |
| Nightmare                | Parcours scénique            | Alterface         | Tusenfryd                  | Norvège    | Spøkelsesslottet                    |

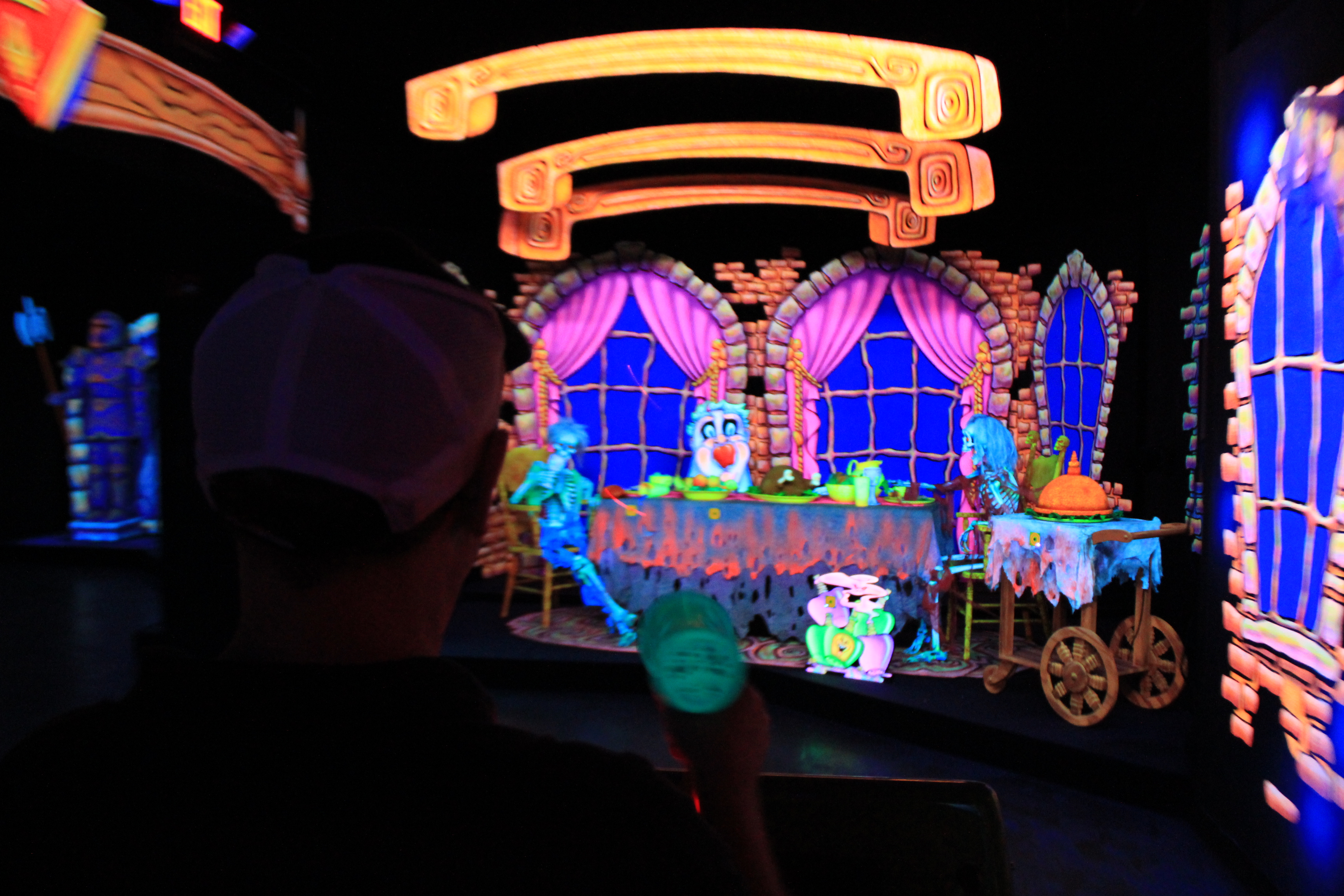
Boo Blasters on Boo Hill à Kings Dominion
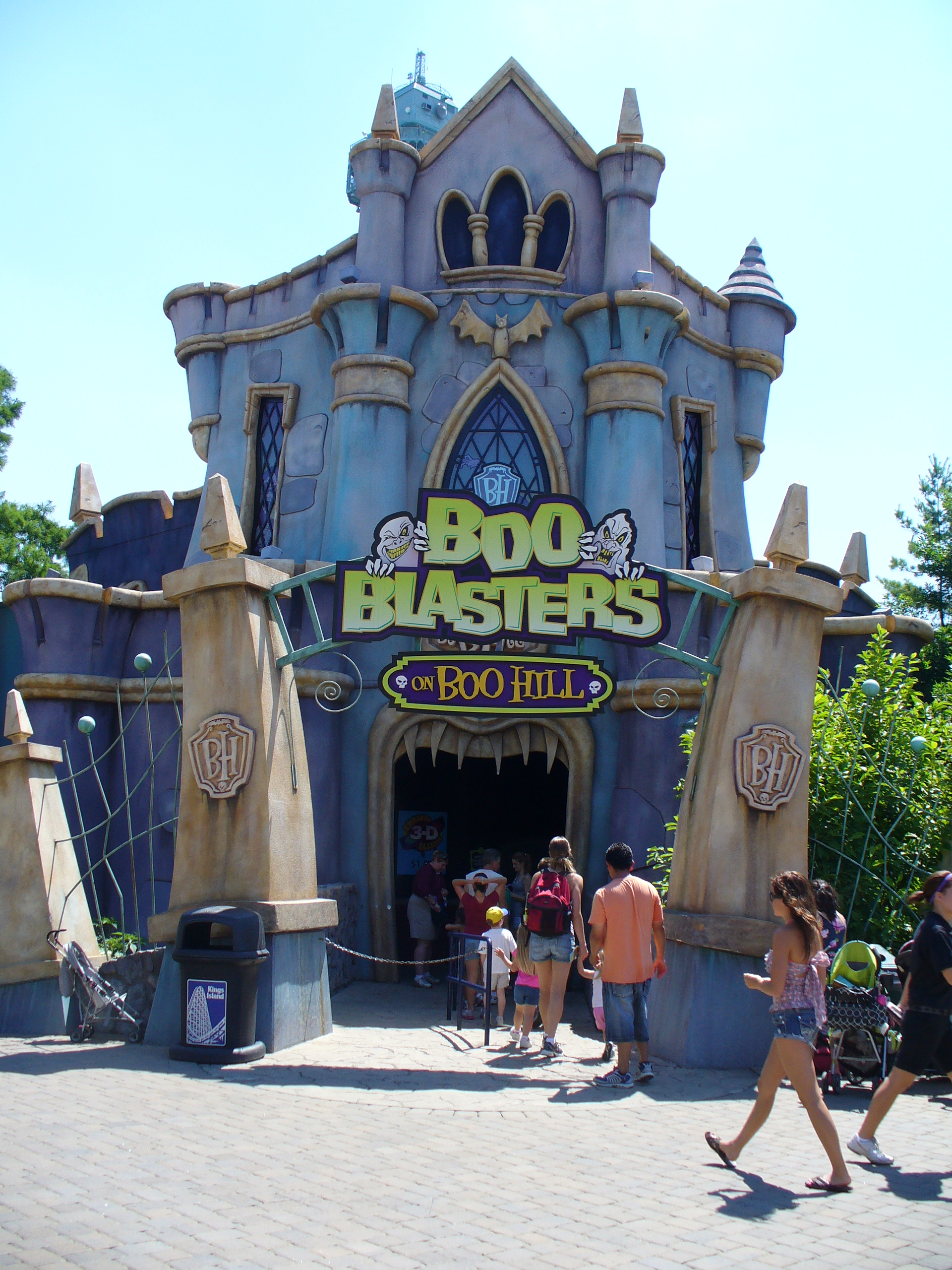
Boo Blasters on Boo Hill à Kings Island

## Hôtels
- La Cité de Clovis au Puy du fou ( France)
- Schäferwagen (Shepherd's Wagons en anglais) à Erlebnispark Tripsdrill ( Allemagne)
- Tivoli Hotel près des jardins de Tivoli ( Danemark)

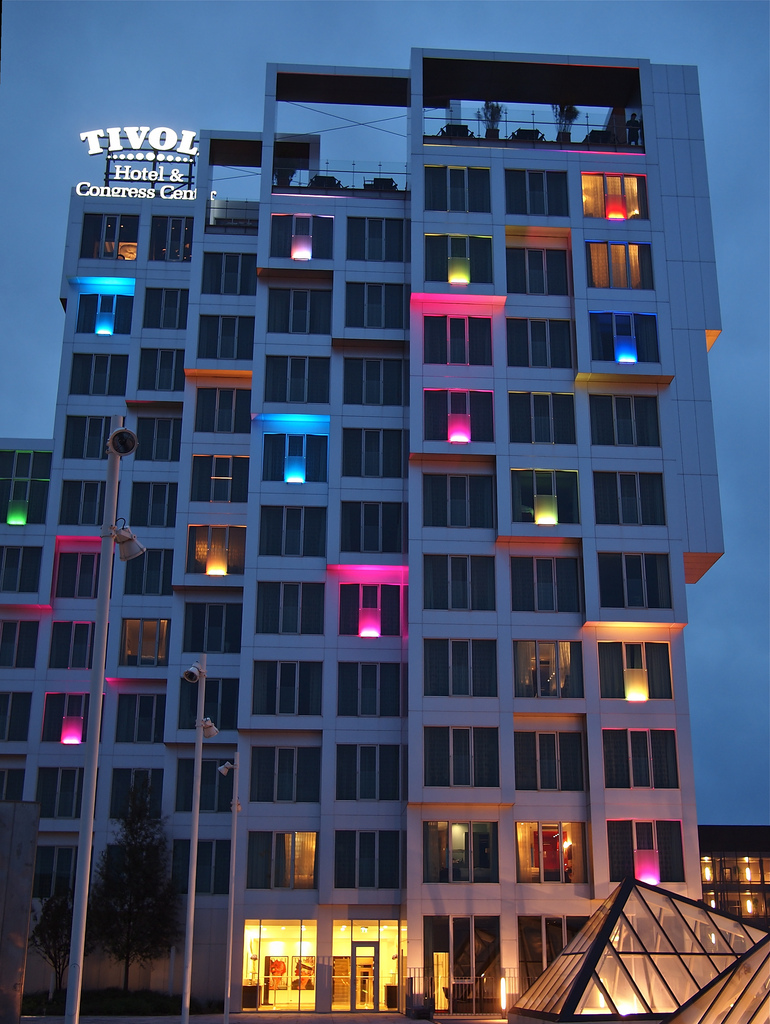
Tivoli Hotel, jardins de Tivoli